# 豊橋鬼祭
豊橋鬼祭（とよはしおにまつり）は、毎年2月10日から11日にかけて愛知県豊橋市で開催される祭礼行事。1000年以上の歴史を有する伝統行事であり、1954年3月12日に愛知県指定無形民俗文化財、1980年1月28日に国の重要無形民俗文化財に指定。重要無形民俗文化財としての指定名称は豊橋神明社の鬼祭（とよはししんめいしゃのおにまつり）。
安久美神戸神明社の春の例祭で行われる数々の神事の総称である。神事のひとつ、荒神である赤鬼を天狗が退散させ天下を清める様子を具現化した「赤鬼と天狗のからかい」がとくに知られ、この一幕をもって「鬼祭」と称する場合もある。赤鬼が浄罪として撒き散らすタンキリ飴の飴粉で見物客は全身を真っ白に染められることから、「天下の奇祭」と称する。

## 概要
毎年2月10日から11日にかけて奉納される安久美神戸神明社の春の例祭であり、少なくとも1,000年以上の歴史を有すると考えられている。飽海郷を中心とした周辺地域の五穀豊穣を祈る田楽を主とした祭礼行事を発祥とし、江戸時代初期に賑やかな都市的な祭礼行事へと変化しつつ、古式を崩さず継承されながら神楽と田楽の融合著しい点が特徴とされ、一連の神事は日本全国でも類例はきわめて少ない。安久美神戸神明社の氏子各町が専任で祭礼の各役を担い、代々、継承されている。
豊橋では「鬼祭が終わるとあたたかくなる」といわれ、春を告げる祭とみなされる。神事は多岐にわたるが、主なものに神楽、田楽、歩射神事、御玉引の占い、御神幸の5点があり、田楽の一部である「赤鬼と天狗のからかい」がとくに知られている。祭りのクライマックスで鬼たちが撒くタンキリ飴の粉を浴びると、福がもたらされるとされる。2018年（平成30年）、この町内を走り回る赤鬼や天狗の現在位置をスマートフォンで把握できるアプリ「おにどこ」を、豊橋技術科学大学の2研究室と民間企業が共同開発し、以降毎年の本祭（2月11日）当日のみ運用されている。
東三河地方でもっとも賑やかな祭といわれ、三河地方を代表する祭のひとつに数えられる。また羽田八幡宮の花火、吉田神社の祇園祭とあわせて、「豊橋三大祭」とも位置付けられる。

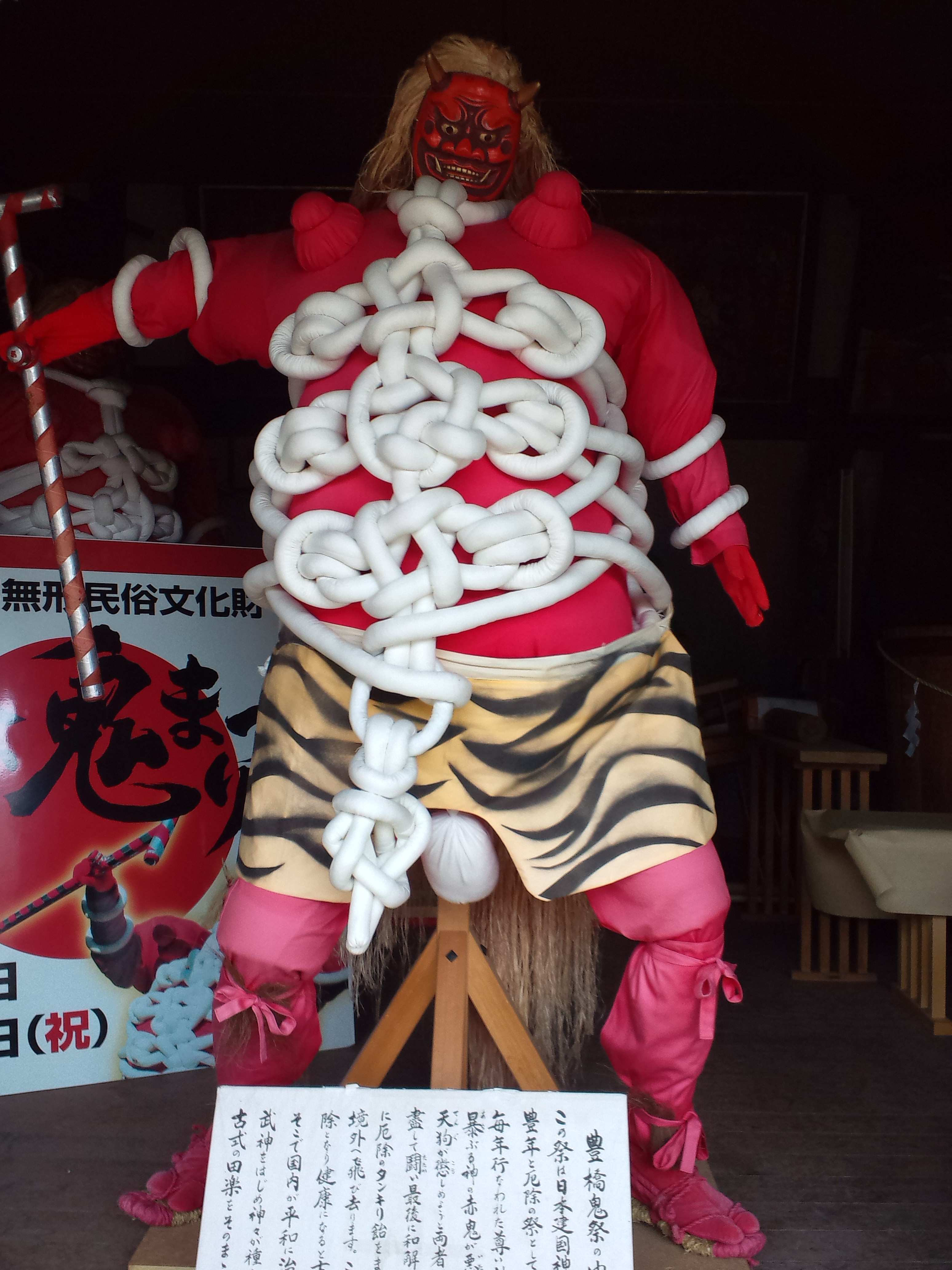
豊橋鬼祭の赤鬼
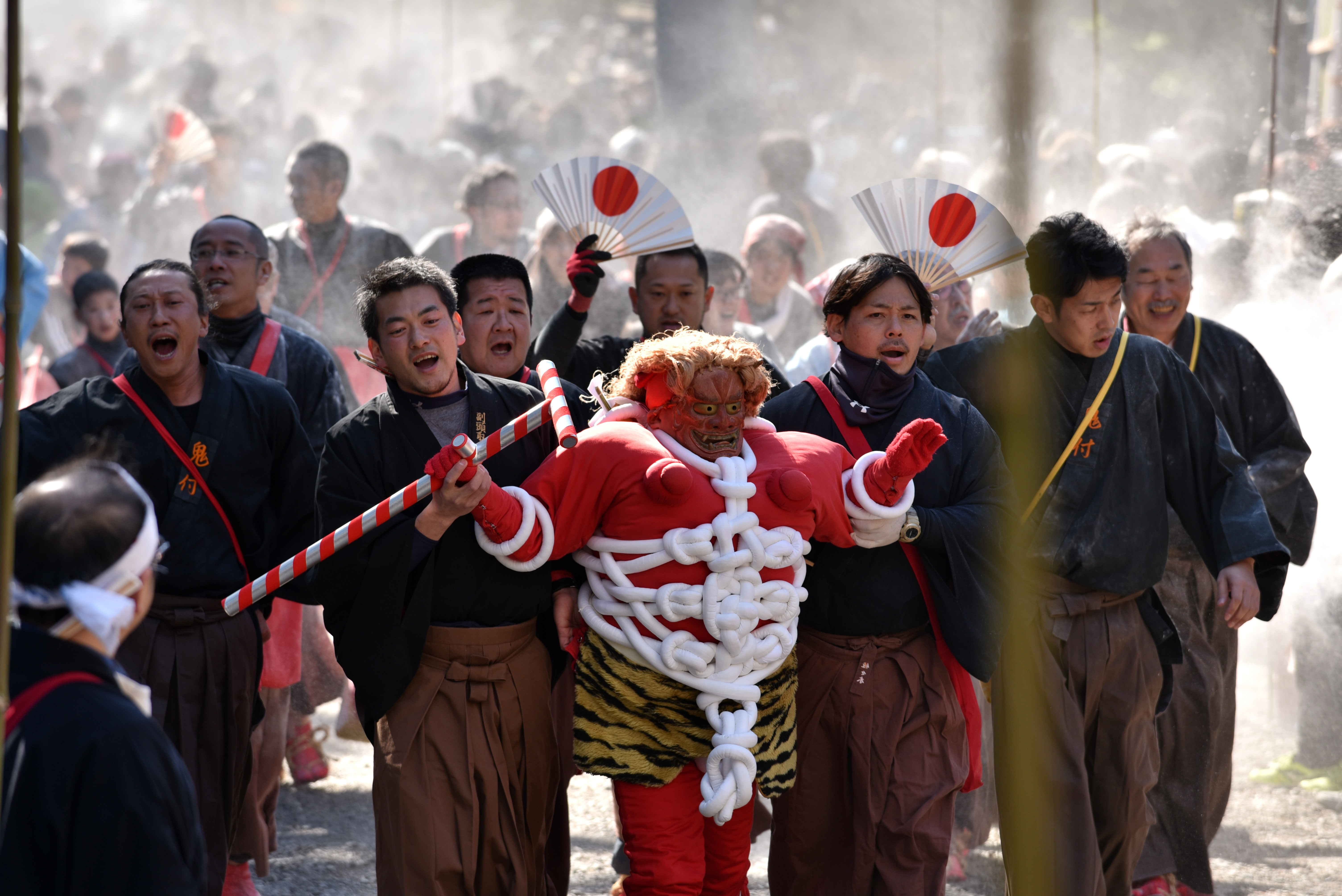
タンキリ飴をばらまきながら子鬼が社参する
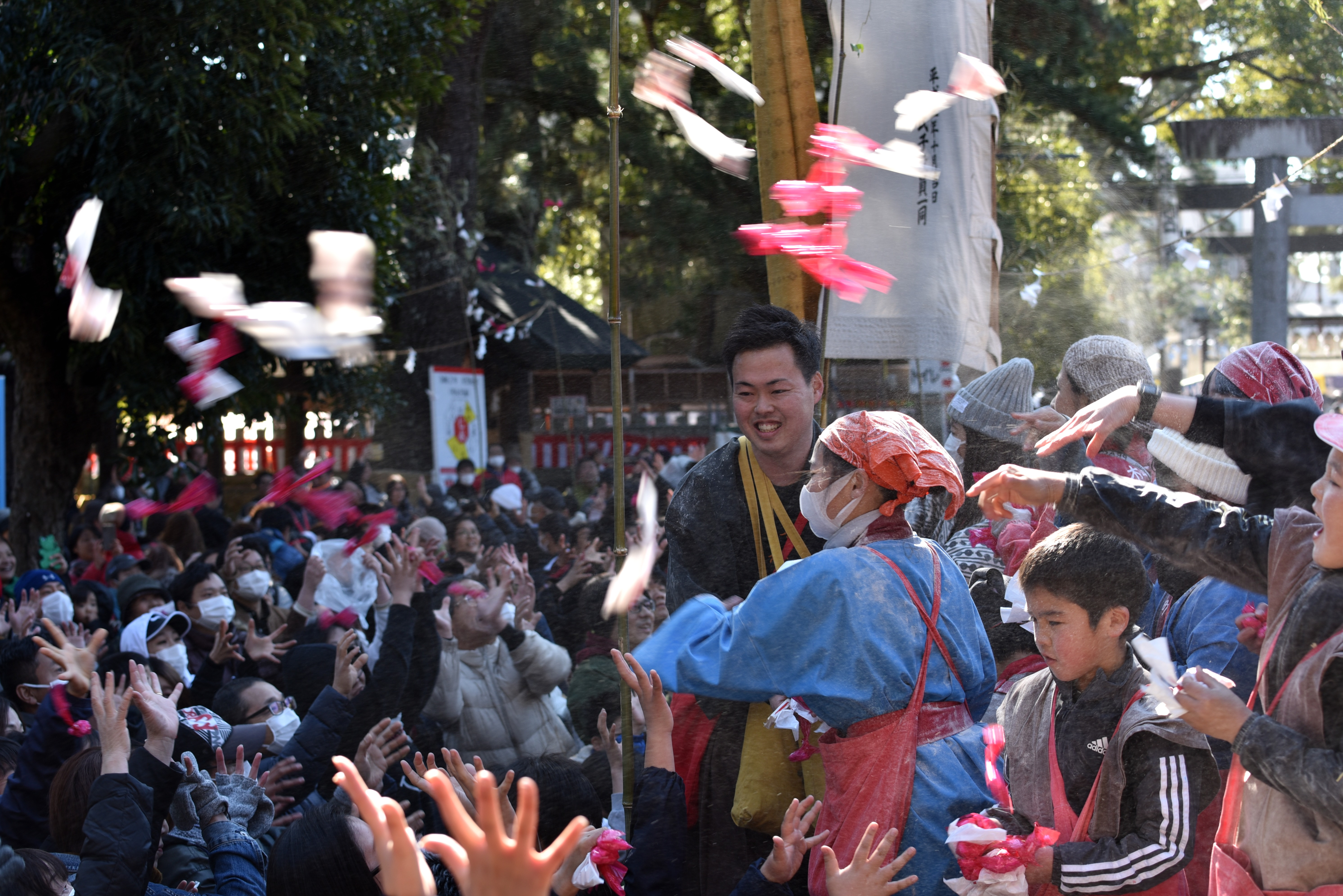
厄除飴まき行事
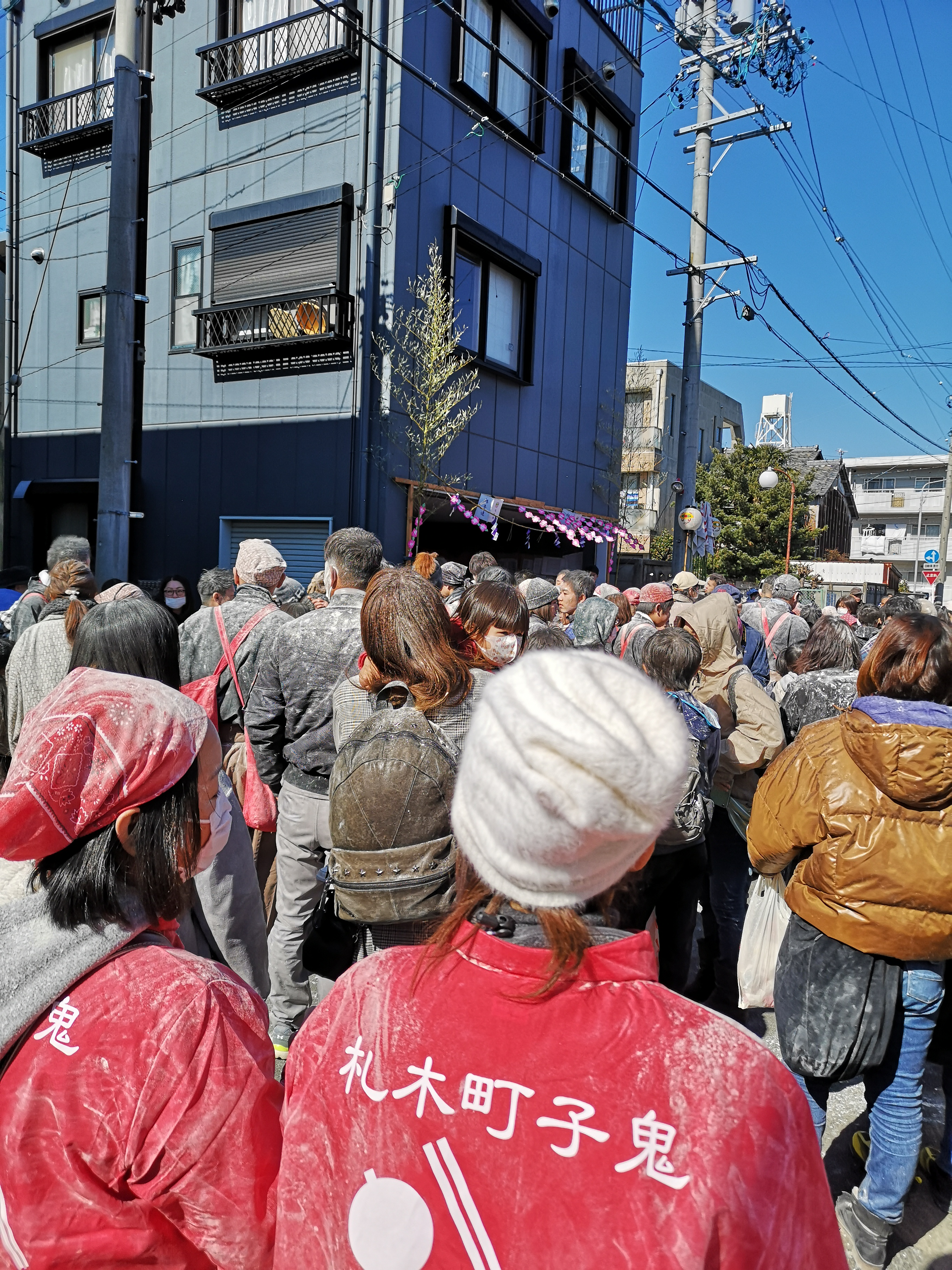
豊橋鬼祭 門寄り道中で飴粉をあびた人々
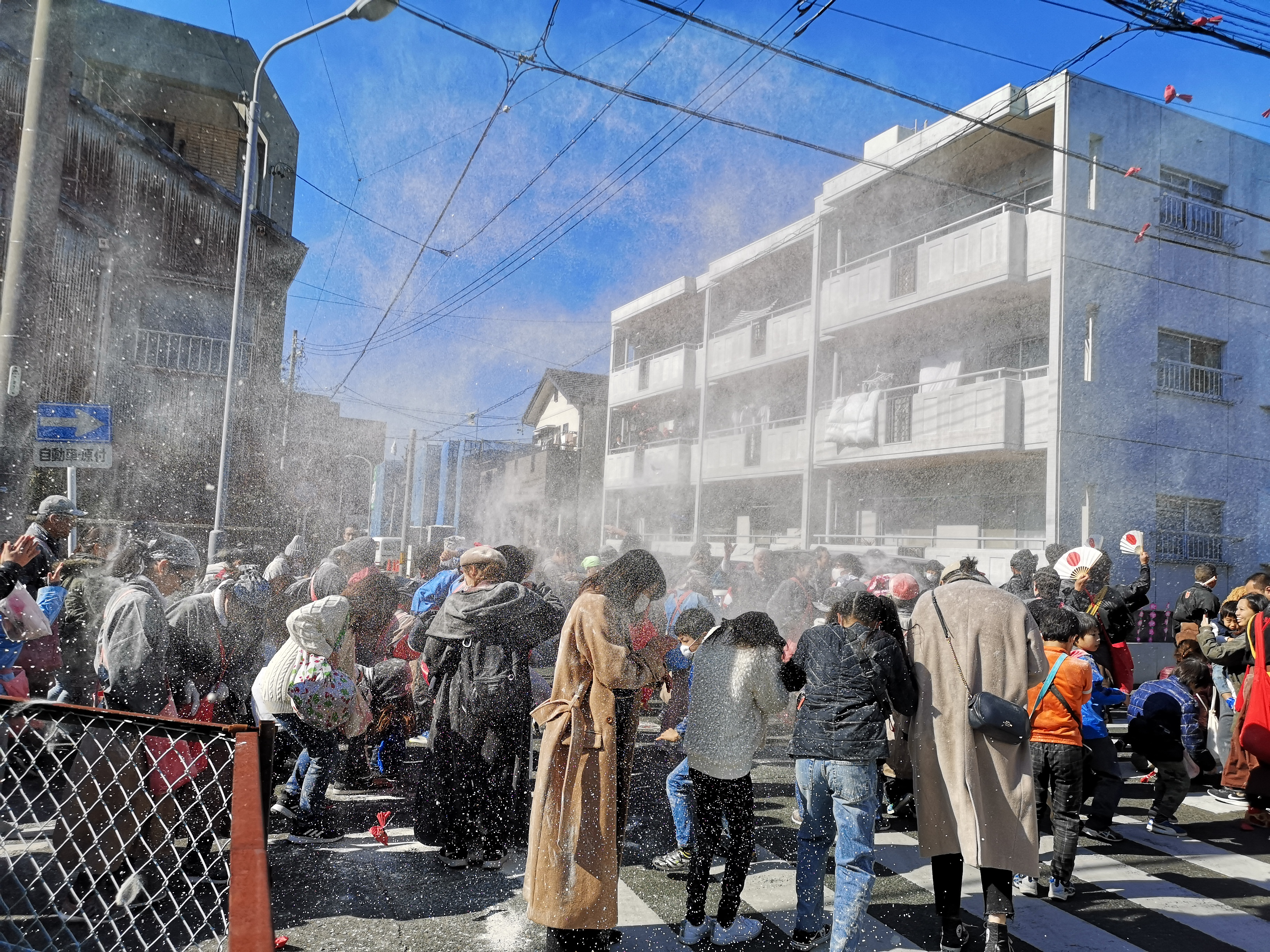
門寄りの道中でタンキリ飴と飴粉が撒かれた様子

## 歴史
940年（天慶3年）に創建された安久美神戸神明社の正月行事である。平将門の乱の鎮圧を祈願した伊勢神宮への報賽として、朝廷から献上された神領地の安泰と繁栄、厄除けや五穀豊穣を願った神事が起源とされる。鬼祭そのものは神社の創建以前に存在したとみられているが、確かな記録は残されておらず、この神事が追儺であるとする伝承は伝わっていない。一方で、正月行事として厄払いのような神事があるため、これが「鬼追い」ではないかとみなされている。もともとは平安時代後期から鎌倉時代にかけて流行した獅子頭を掲げる「御頭様」を中心に行われた獅子田楽とみられるが、21世紀初頭には獅子頭は神に昇格し、御船代に納めて安久美神戸神明社の南に面して祀られている。
21世紀初頭に引き継がれている鬼と天狗面のような具体的な形は、少なくとも戦国時代には形作られたものとみられ、当時この地域を治めていた今川義元が寄進したとされる赤鬼と天狗の神面がある。1590年（天文19年）の宝殿造営の頃とみられる。1940年（昭和15年）には、安久美神戸神明社の鎮座千年などを祝して、豊橋市出身の実業家であり、旧宮司家の司忠によって赤鬼と天狗の神面が寄進された。2019年（令和元年）から2023年（令和5年）には、平成から令和への改元を祝して、約80年ぶりに神面が新調される。
「鬼祭」の名称は、1554年（天文23年）に13歳だった徳川家康（幼名「竹千代」）が「神事鬼祭御覧あり」とする記録が最古のものと考えられる。1603年（慶長8年）に旧宮司の司守信が伏見城で謁見した折、家康から幼少期に見た神事について問われており、「司天師田楽」についての下問であったと記録される。
豊橋鬼祭は、町が急速に整備された江戸時代初期に、従来の農村らしい田楽中心の神事が、次第に華やかな「からかい」中心の都市的行事に発展したと推定されている。その一方で、豊作年を祈る特殊神事としての田楽の一部は、奉納舞などに古式を崩さずに継承され、平安時代から鎌倉時代にかけて流行した農村田楽と、神楽に表現される日本の建国神話の要素が混在する祭礼として、引き継がれた。神事であるため戦時中も途切れることなく催行され、20世紀半ばの時点で、最も盛大な都市型祭礼のひとつとみなされている。1954年3月12日に愛知県指定無形民俗文化財、1980年1月28日に国の重要無形民俗文化財に指定された。
豊橋鬼祭の日程は、古くは旧暦正月14日あるいは15日に行われたが、19世紀中頃には2月15日に移行しており、1928年（昭和3年）の記録では2月節分の夜に行われている。1968年（昭和43年）に新たな祝日として建国記念の日が制定されるに伴い、2月11日を本祭とする。江戸時代には、正月15日に管粥神事を、正月21日に湯立神事を行ったとする記録もあるが、仔細は不明である。
2月10日・11日に行われる安久美神戸神明社の例祭以外では、愛知県内における公的機関の開催行事などで披露されたことがあった。2018年（平成30年）11月24日には、東京都の六本木ヒルズで開催された豊川用水の通水50周年記念イベント「エロティック東三河」の中の一行事として、歴史上初めて愛知県外で「赤鬼と天狗のからかい」が披露された。

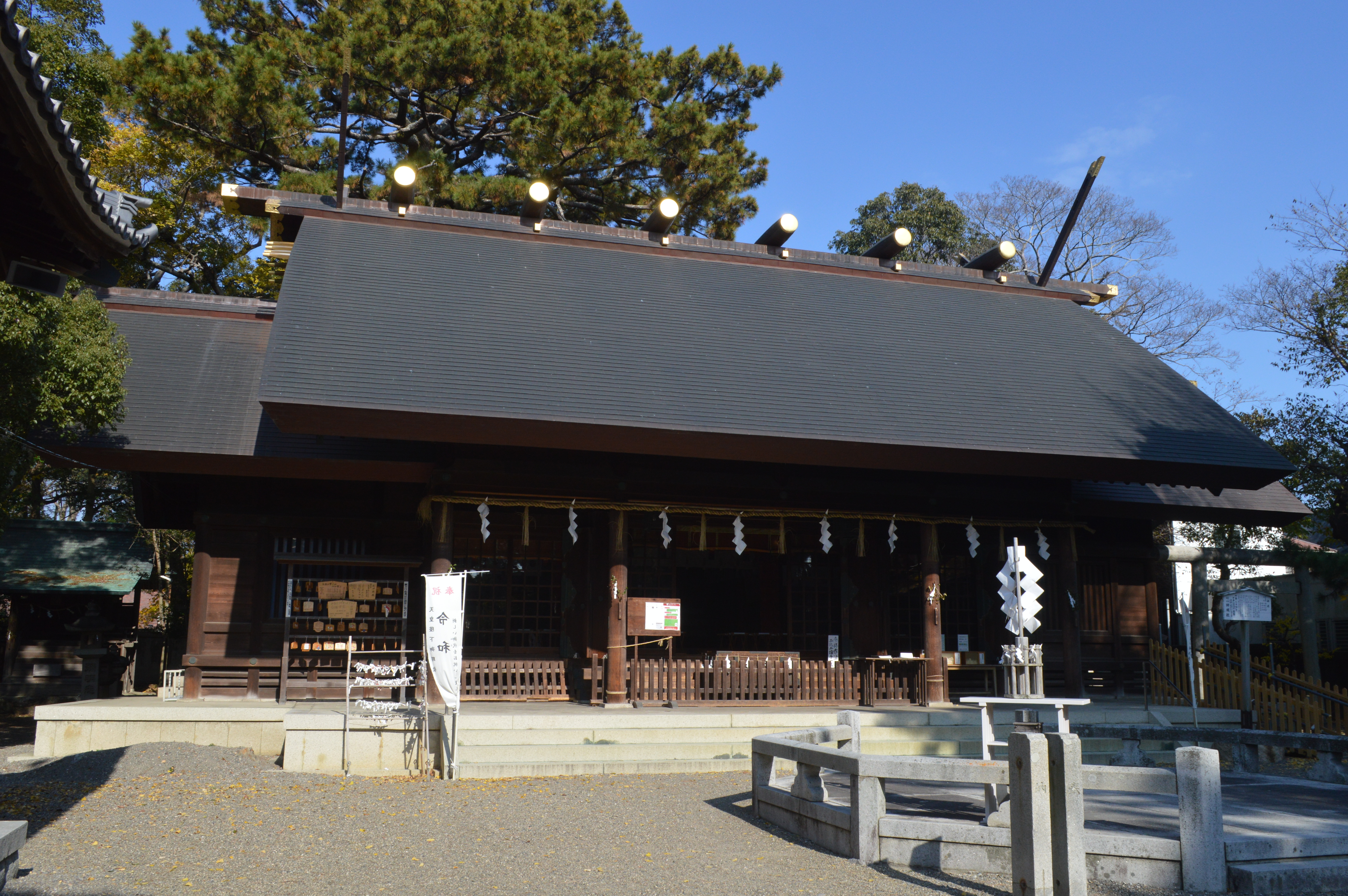
安久美神戸神明社
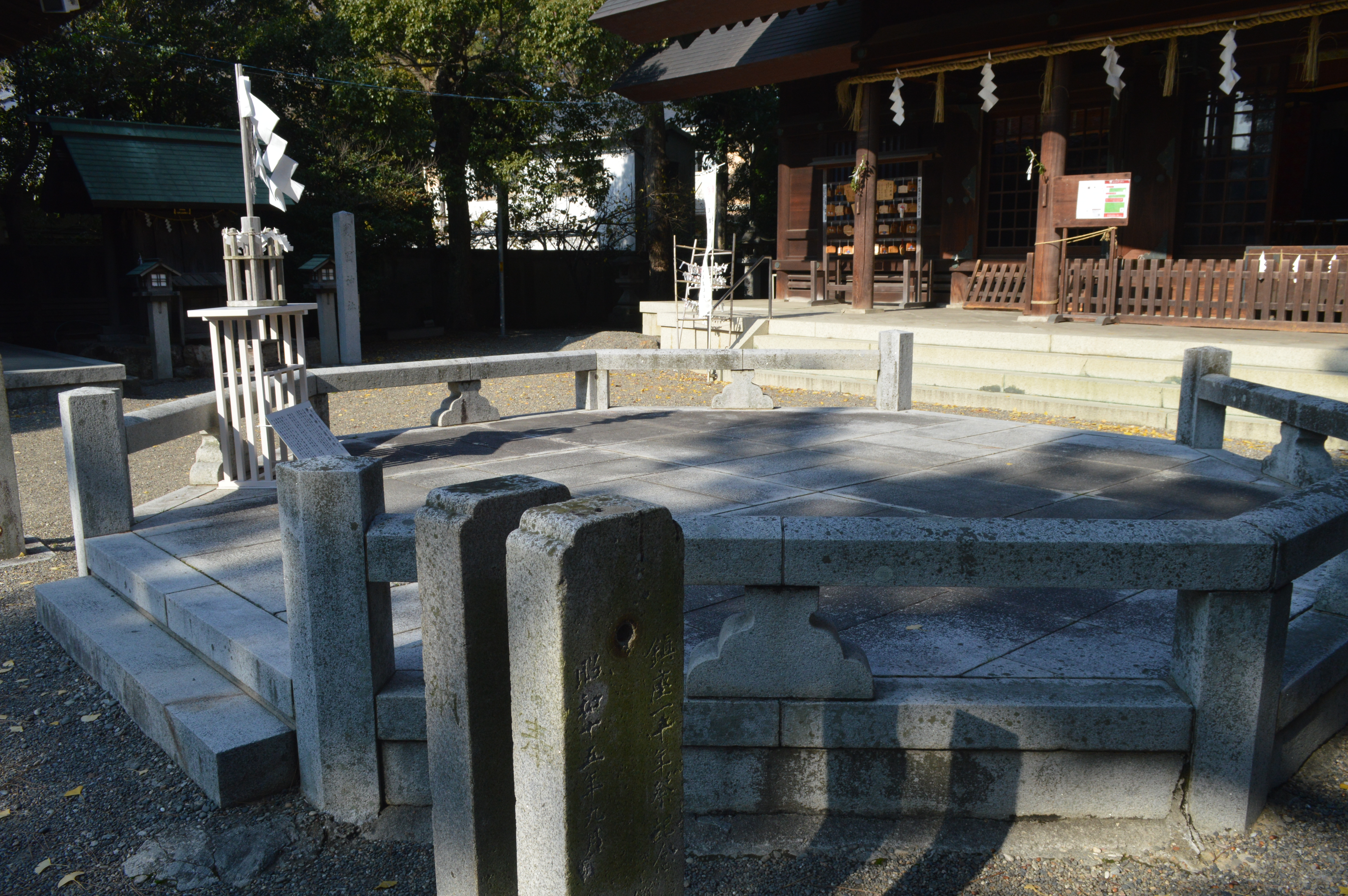
祭の神事の多くが執り行われる儀調場
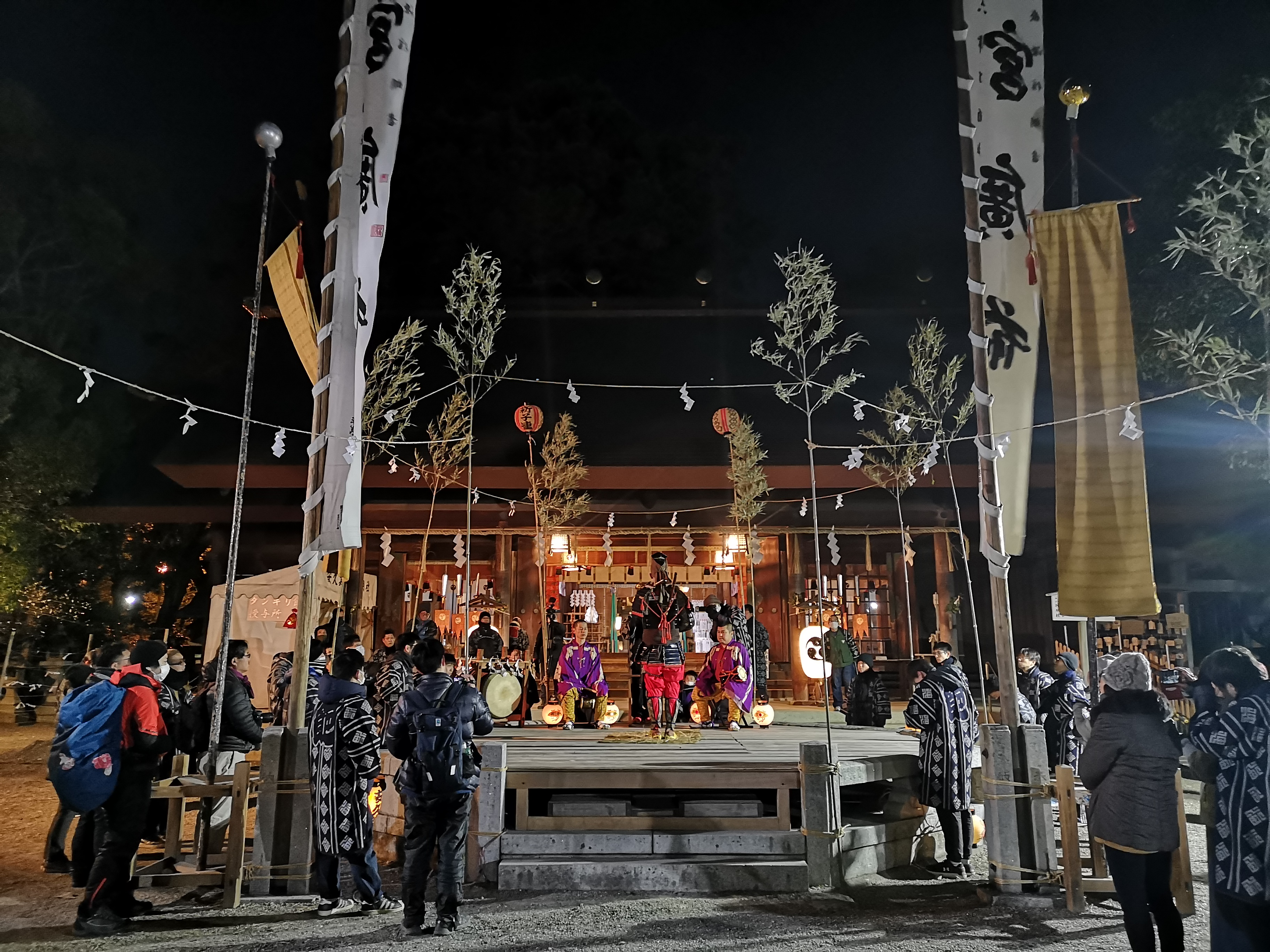
祭礼当日（宵宮）の儀調場。底上げされ、舞台がつくられている
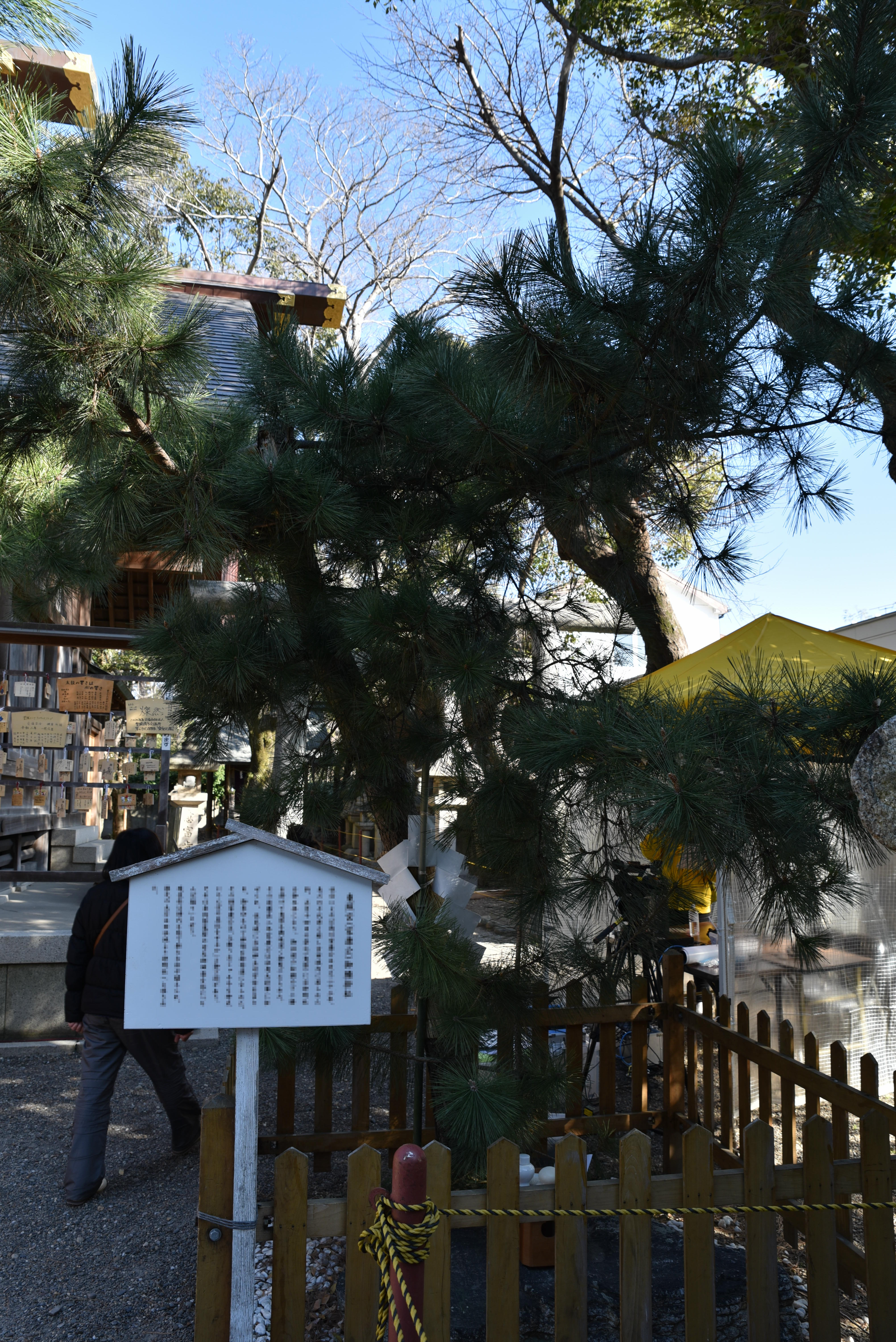
徳川家康が祭を見物した場所（東照宮（家康公）御腰掛松）

## 祭礼次第と運営体制
氏子各町が専任で祭礼の各役を担うことで、代々、古式を崩さず継承されている。戦火により役が他町に移行した後には、新たに役を設けてそれを継承するなど、古式を尊重しつつ時代による変遷もみられる。氏子の区域は飽海、吉田、中世古、呉服町、曲尺手町、札木町、鍛冶町、今新町、八町通りである。
1963年（昭和38年）に結成された「豊橋鬼祭奉賛会」や、1978年（昭和53年）に結成された「豊橋鬼祭保存会」を中心に豊橋市内の9町が役を担う。氏子各町にもそれぞれ神事の保存会があり、所作や装束の継承に努めている。
安久美神戸神明社で奉じられる神事のほとんどは、社殿の前に設けられた儀調場で行われる。儀調場は、八角形をした石造りの小上がりの場所でたんに「八角台」とも称するが、かつて左義長（さぎちょう）が行われたとも、毬打場（ぎっちょうば）であったともいわれ、名の由来は諸説ある。このような儀調場は全国的にみても珍しく、安久美神戸神明社の他数か所のみとされる。安久美神戸神明社の神職は、代々、伊勢神宮から下向した際の神宮祭主の裔である司家が世襲する。司家は、磯部、清水、川野の諸家に伴われて飽海に来て、司氏と共に祭に携わった。

### 宵祭（10日）
1955年（昭和30年）に八町通三丁目に地元住民の要望から青鬼が生まれ、以降、宵祭において「岩戸開きの神事」などを奉納する。
午後7時からは夜宮祭といい、本祭の神役らが各々の神事のリハーサルを、面や饅頭笠をつけずに披露する。
青鬼と岩戸舞
八町通三丁目が役を担う。青鬼は日本神話の手力雄命をモデルとする鬼で、修祓のために神社に参詣して儀調場で撞木を投げるほか、おかめの面をつけた舞手を天宇受賣命にみたて、日本神話の天岩戸開きの神楽舞を奉じる。
五十鈴神楽
呉服町が役を担う。呉服町は、1945年（昭和20年）頃までは日の出神楽と神楽児神楽を奉納したが、空襲によって祭具を焼失したため、1951年（昭和26年）頃まで無役となった。神楽はその間に西新町が継承したが、呉服町においても神楽を望む声があり、1952年（昭和27年）に五十鈴神楽として復興した。翌日の本祭でも奉じられる。
子鬼予習
札木町が役を担う。相撲の四股に通じる所作で、国を覆う罪や穢れや災いを大地に封じ、福をもたらす「地踏行事」の予習が演じられる。

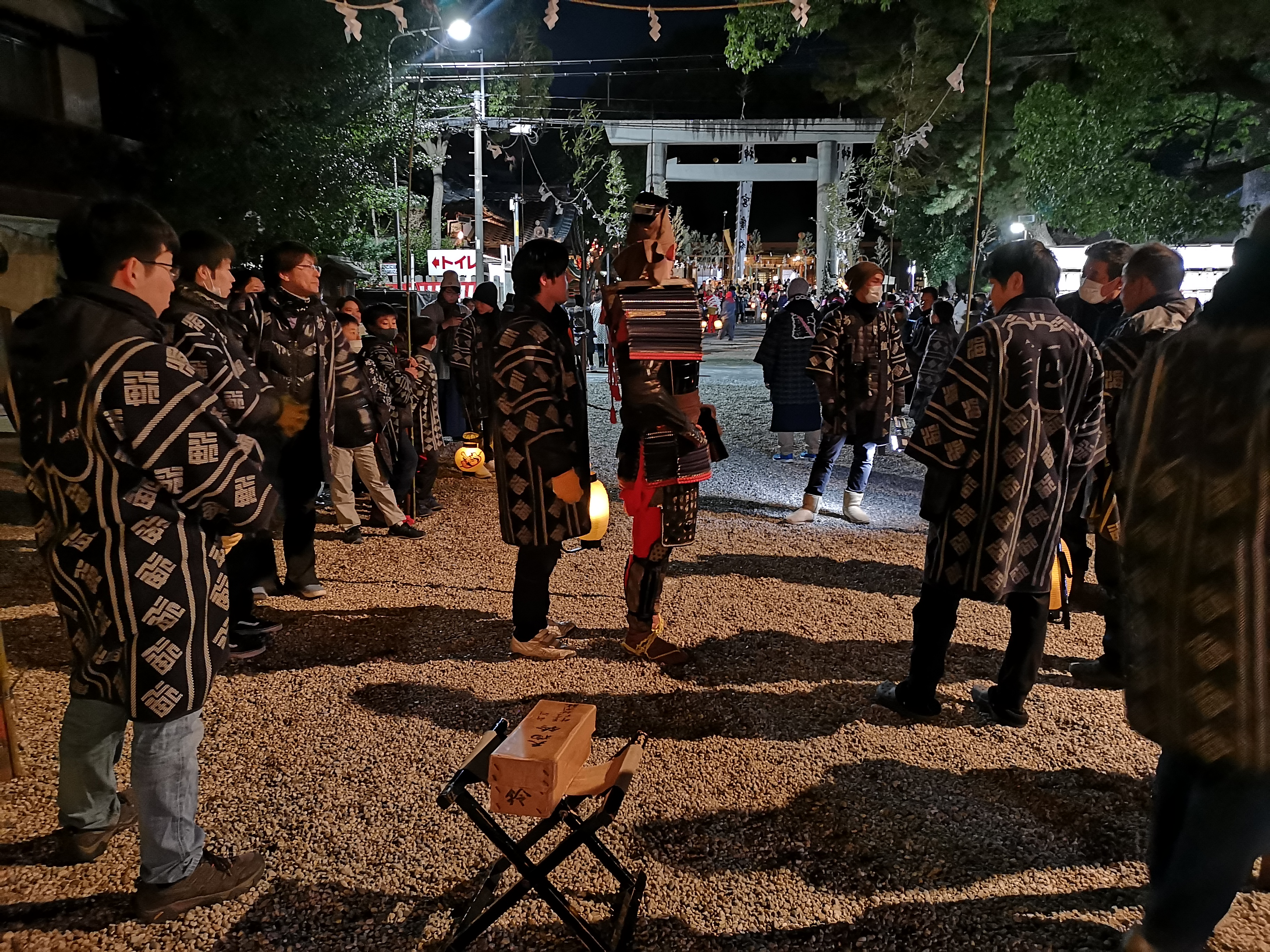
宵宮における「赤鬼と天狗のからかい」
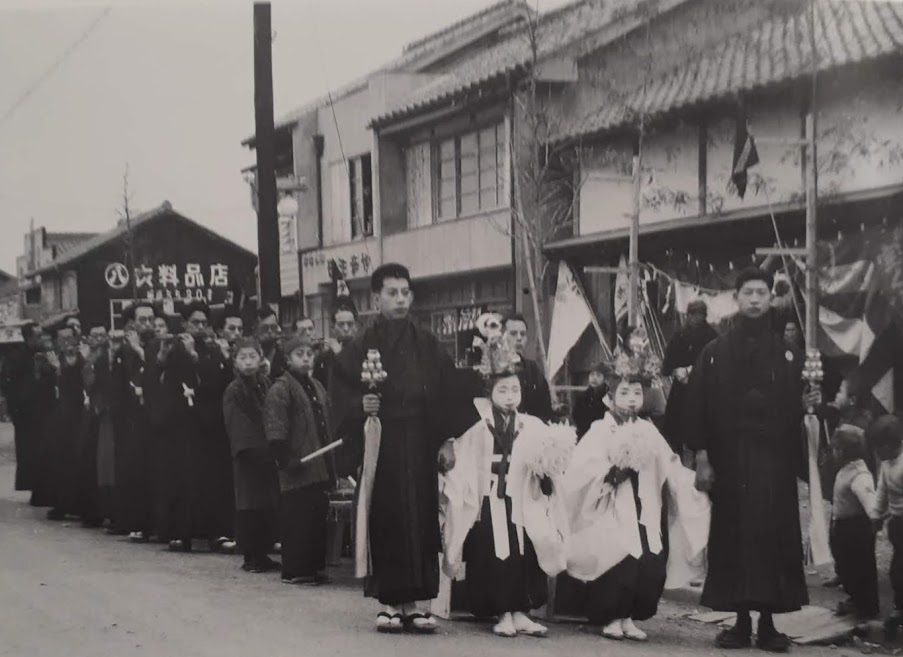
五十鈴神楽（1953年）

### 本祭（11日）
神役をはじめ諸々の役を担う者は、早朝に安久美神戸神明社に参詣後、潔斎食とされるアサリのむき身ご飯と豆腐の澄まし汁の朝食を摂る。早朝に奉じられる本祭の始まりを告げる神事は、日の出神楽である。なお、神楽殿は1885年（明治18年）に現在地に遷座した際からの建物で、2010年（平成22年）に国登録有形文化財となっている。
大祭のおもな神事は、神主や祭礼役員らが安久美神戸神明社の神前に控える場に黒鬼と天狗が現れ、黒鬼は拝殿と鳥居の間の東寄りに控える。天狗の神楽、続いて司天師が舞う「チンバ踊り」や笹良児の「ポンテンザラ」など、中世田楽の風習を現代に伝える舞が奉じられ、この際に神職は「神楽歌」を詠唱する。神楽歌の節は20世紀初頭には継承が途絶えており、歌詞を口ずさむのみである。歌詞には「春くれば まず花米を ヤウヤア 打ちまきて みな人よしと」や「桑園に蚕種をひろめ ヤウヤンヤア 繭も繭も ヤンヤア」等、鬼祭が農耕や養蚕を祈願する神事であることを物語るくだりがある。
カン地とフク地による御的神事、御玉引の年占が行われ、赤鬼が登場して「赤鬼と天狗のからかい」に続いて赤鬼や天狗が氏子町内を巡行する門寄り（かどより）と、神輿の渡御で締めくくりとなる。
祭の主役である赤鬼と天狗をはじめ、諸々の役が氏子町内を駆け巡り、人々に幸を分け与える門寄りは、深夜に及ぶこともある。

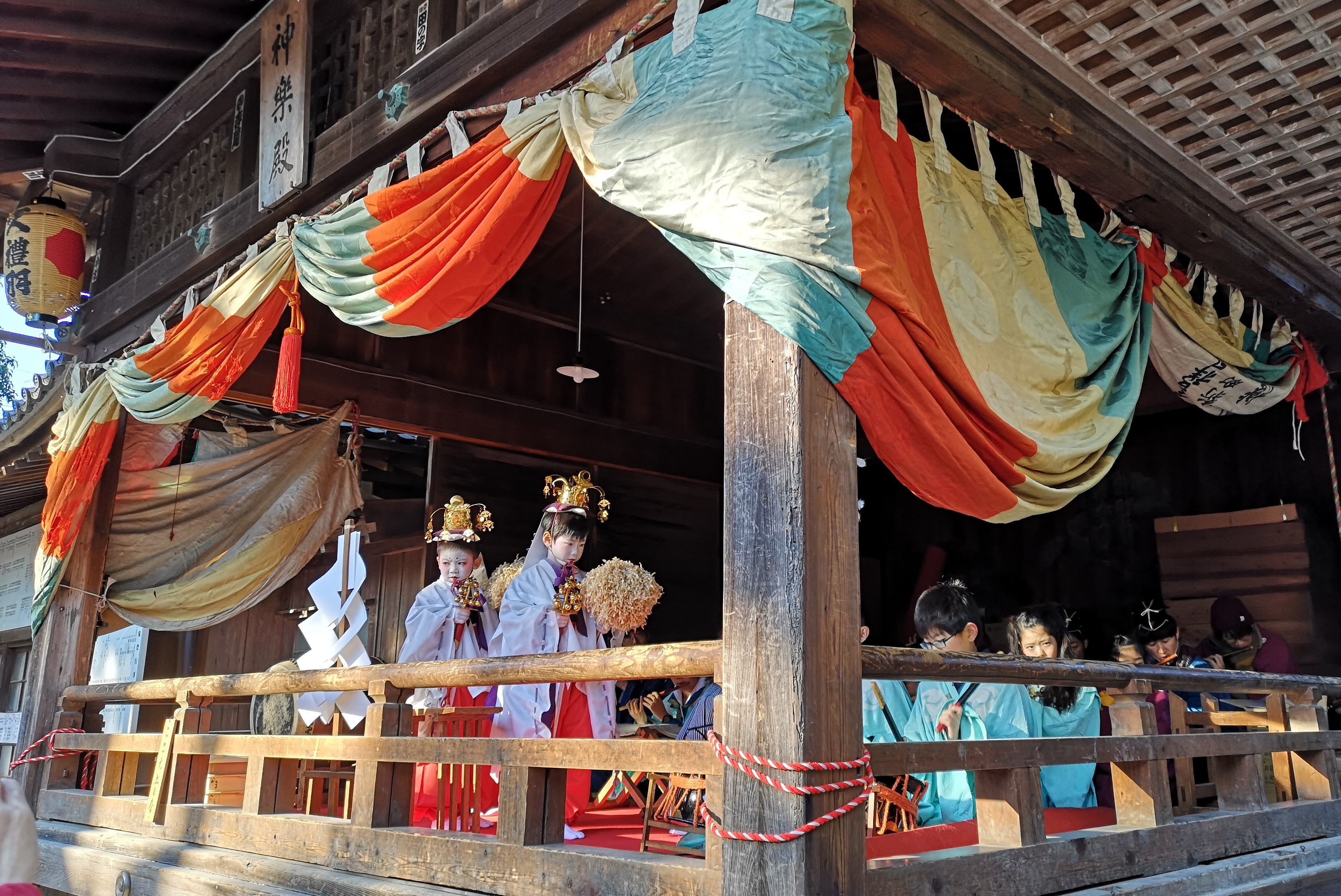
日の出神楽
本祭行事の最初に男児2名が舞う神楽である。1946年（昭和21年）から西新町が役を担う。西新町はこのほか「御幸神楽」を担い、小学1年生くらいの男児2名が舞う。「御幸神楽」は、1952年（昭和27年）に「神楽児神楽」から改められたものである。
五十鈴神楽
宵祭と同様に奉じられる。本祭では、午後の諸神事の前に奉じられ、神幸から還幸まで神楽殿で奉奏される神楽である。
浦安の舞
1940年（昭和15年）頃にはじまり、曲尺手町が役を担う。
子鬼
札木町が担う。赤鬼と同じ所作で境内を飛び跳ね、地踏み行事を行い、タンキリ飴を撒く。

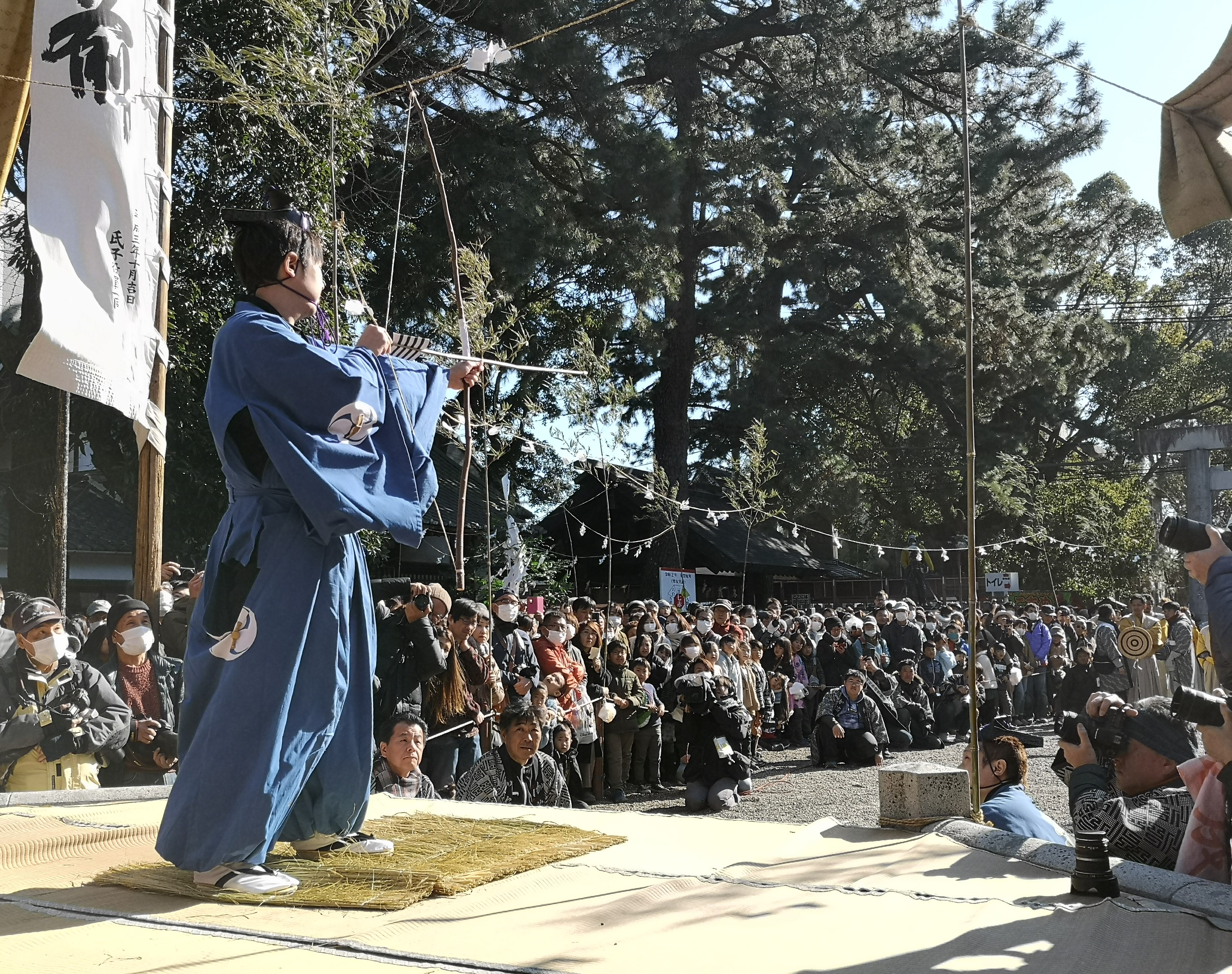
御的神事
鍛冶町が担う。表に3重の丸、裏に鬼を表す「甲乙ム」と記された的を歩射し、邪気を祓い、神領地の安寧と五穀豊穣を祈願する。古くは正月行事で行われた神事で、カン地とフク地の2人の射手が20歩の距離から的に向かって12本の矢を放つ。明治時代に太陽暦に改暦される前の太陰暦では、3年に1度は閏月があり、1年が13ヶ月だったため、その年は13本の矢を射た。射手はいずれも25歳前後の男子が務め、カン地は黒の染矢を、フク地は白羽の矢を用いる。

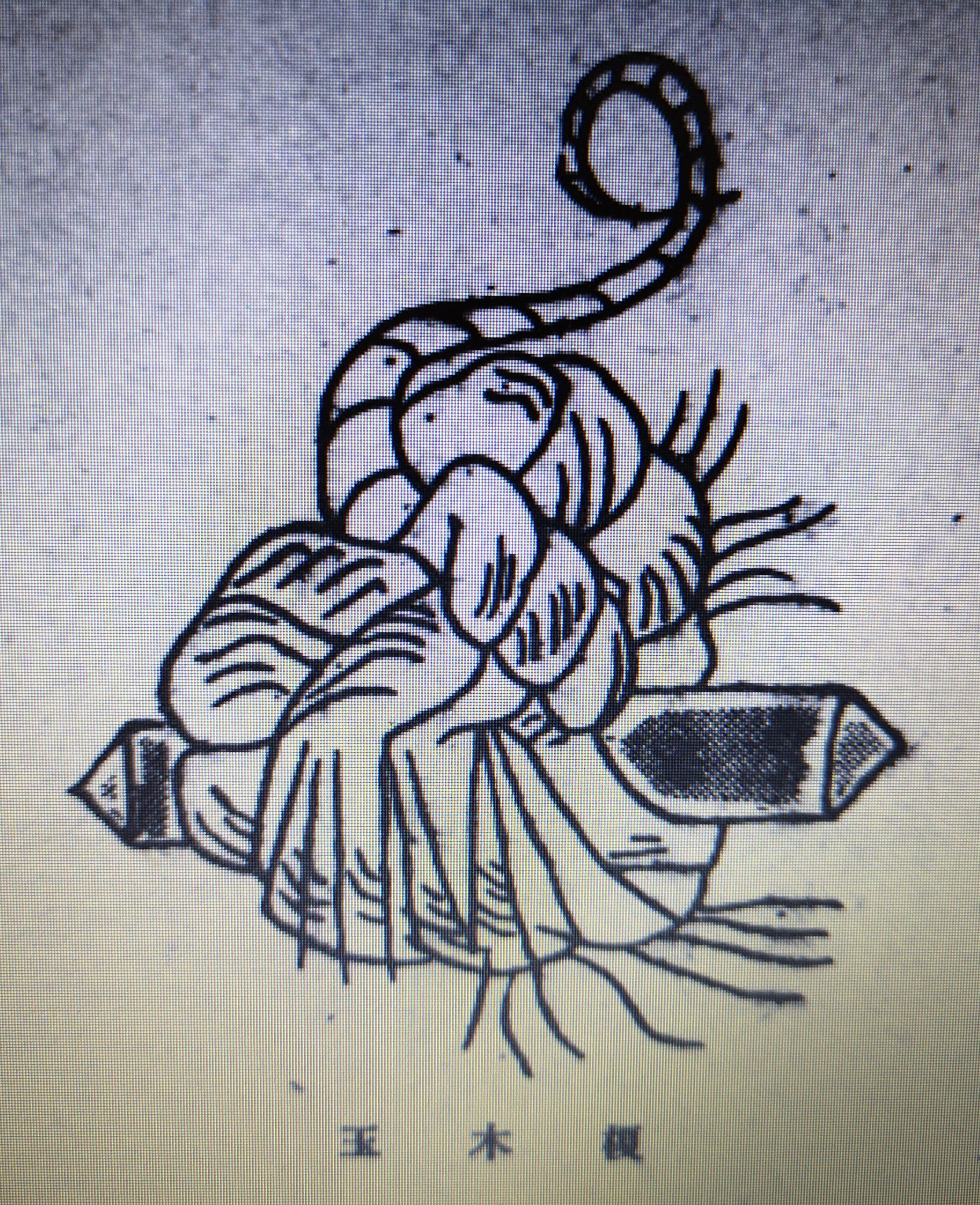
年占に用いる榎玉

御玉引の年占
かつては飽海町が担ったが、1975年（昭和50年）から鍛冶町が役を担う。榎玉争（ねぎめまあらそい）とも称する卜占行事である。山地を象徴する「カン地（乾地・高地）」と川辺を象徴する「フク地（福地・低地）」が榎玉を奪い合い、農作業の吉凶を占う神事で、カン地が勝利すれば降雨が多く乾燥地帯が農作に恵まれ、フク地が勝てば降雨は少なく川辺の田が豊作となる。榎玉を漁場に投じれば必ず豊漁になるとの言い伝えがあり、かつては渥美半島の漁村から競って申し入れがあったが、現在は談合神社に奉納されるようになっている。
榎玉は直径約35センチメートルくらいのいびつな球状で、藁のしめ縄を結んでとぐろを巻いた龍のような形を作り、そこに榎木を刺している。毬打に使われた毬が変化したものという説がある。これを、天狗が払い、カン地・フク地の両者が榎の枝で作られた鈎で引き合う。
赤鬼
中世古町が役を担う。一説によれば素戔嗚尊に例えられる荒ぶる神を象徴する役であり、祭の主役である。神社境内で天狗と3度の立ち立ち合いを奉じ、敗れて境内を出た後は、タンキリ飴を振り撒きながら氏子町内を巡回し、「御旅所」である談合神社に橙を献上する。
黒鬼
飽海町が役を担う。黒鬼の原形は国津神（国の守り神）ともいわれるが諸説あり、定かではない。1975年刊行の『豊橋市史』では、帰順した山人を象徴し、警護役であると記す。祭では、神霊の依り代とされる大榊をもつ「太玉串」をつねに従えている。この榊は東田神明社の大榊を使用し、祭礼終了後は小坂井の菟足神社に納める風習があった。
豊橋鬼祭最大の見せ場である「赤鬼と天狗のからかい」の神事を傍らで見守り、「年占の御玉引」の審判役をするなど、祭り全体の華やかさの中では控えめであるものの重要な役割をもつ。また、黒鬼に頭を撫でられると夏病みしないといわれ、1935年（昭和10年）頃から、子どもの頭を撫でる風習が引き継がれている。
天狗
飽海町が役を担う。猿田彦の化身とされ、猿田彦は長身で鼻高の武神であるという伝承から昭和初期までの資料では単に「鼻高」と称された。その姿が天狗を連想させることから、後年「天狗」に転じたものと思われる。祭の最大の見どころである「赤鬼と天狗のからかい」を演じる。ほか、神楽など、天狗の関わる神事は多く、本祭だけでも出番は12時間以上に及ぶ。

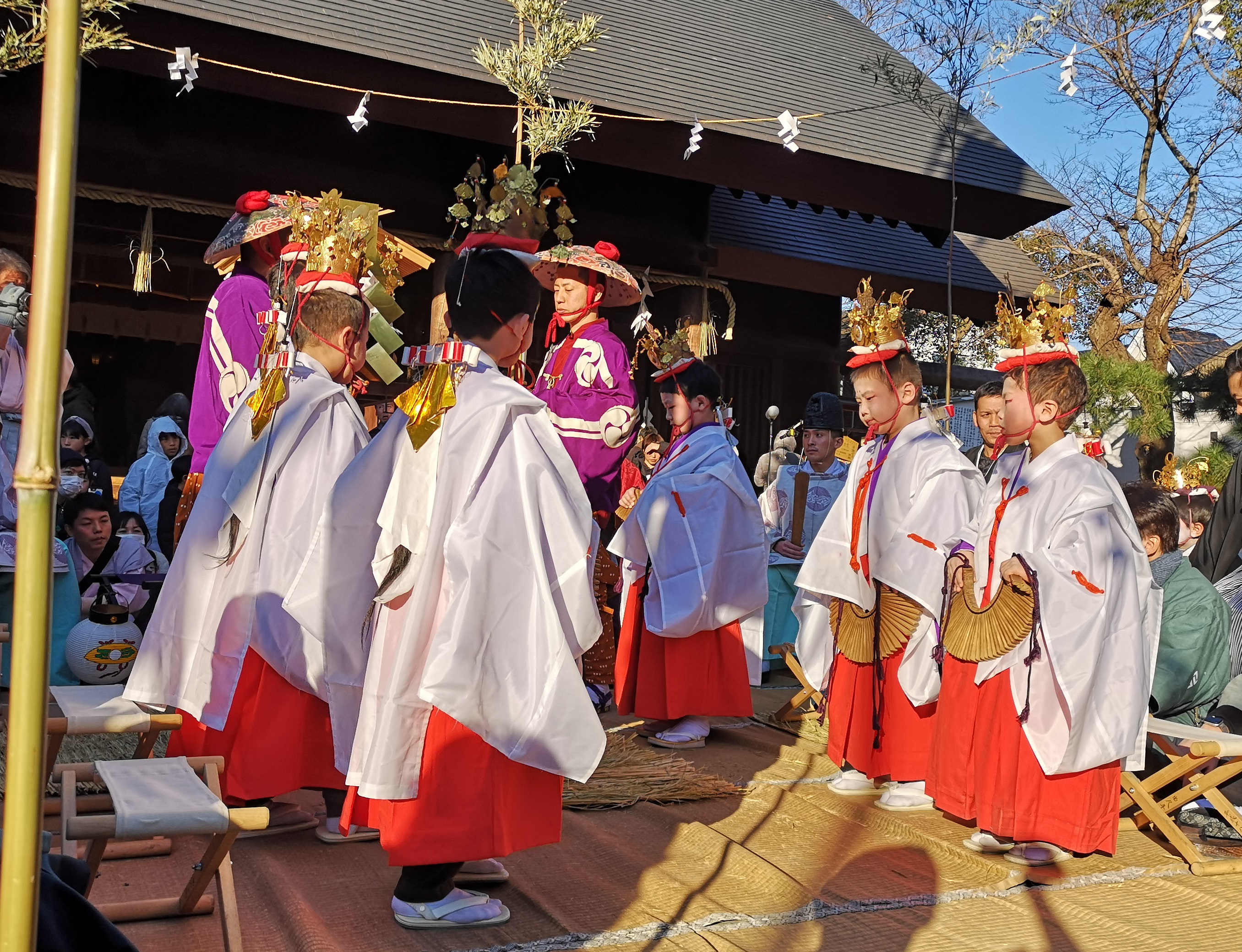
司天師と笹良児による「ポンテンザラ」

司天師田楽
旭町および旭本町が役を担う。古くは馬見塚の人、天保年間の記録では牛川若宮が務め、その後に飽海町、西旭町を経て、旭町・旭本町へ受け継がれた。司天は天文博士を意味し、「日（太陽）」と「月」の2人が担うが、同時に舞うことはない。田楽の古式を伝承する「チンバ踊り」を奉じる。この田楽舞は、片足を高く上げて八方を跳ねるもので、見た目には相撲の四股に似る。赤鬼が退散して、四方八方に平穏が訪れたことを示す。
笹良児
笹良児（ささらご）は稚児であり、曲尺手町が役を担う。鼓と小太鼓、笹良の音色「ポン」「テン」「ザラ」から名付けられた田楽神事「ポンテンザラ」を、司天師の2人とともに4～5歳の男児6人が奉じる。
御神幸・還幸
「御頭様」とよばれる獅子頭を御神体とし、談合神社への神輿渡御を行う。八町通五丁目が担当し、4人で神輿を担ぐ。巡行の際、道行きのすべてで御頭様は必ず南を向くように調整しなければならない。安久美神戸神明社から談合神社に巡行する往路を「御神幸（ごしんこう）」、帰路を「還幸（かんこう）」という。大鉾は鍛冶町が担う。
渡御の形は時代により変容しているが、天狗ではなく黒鬼が先導するところに、豊橋鬼祭の特徴がある。御神幸には、赤鬼以外のすべての神役・諸役が同行し、御旅所で神楽を奉じる。その後、天狗は別行動となり、氏子町内を巡る。還幸を終えて御頭様が神社に戻った後、司天師も氏子町内を巡る。
奉納太鼓
市内の高校生が、御神幸出立後に奉納する。曜日の都合により、宵祭で行う年もある。

### 赤鬼と天狗のからかい
| 赤鬼と天狗のからかい（写真は2020年宵宮） |  | 赤鬼と天狗のからかい（写真は2020年宵宮） |
| 赤鬼と天狗のからかい（写真は2020年宵宮） |  |                                          |

祭の最大の見せ場である「赤鬼と天狗のからかい」は、田楽行事の一部に該当する。赤鬼の撞木と天狗の薙刀による立ち合いが3度あり、敗れた赤鬼はタンキリ飴を撒き散らしながら氏子町内を駆け回る。
赤鬼は、鬼附と呼ばれる付き人を10名ほど引き連れ、鳥居から神社に攻め入り、竹の手すりの手前の「一ノしめ」で待ち受ける天狗と対峙する。天狗は、「一ノしめ」の場所で鳥居の方を向いて座し、薙刀の鞘を外してこれを待つが、赤鬼が来ると薙ぎ払う体をとる。赤鬼は手にした撞木で天狗の攻撃をあしらったり、鼻をほじって鼻くそを投げつける、睾丸の毛を投げつけるなどの所作で天狗を怒らせるなど、作法に則って3度の立ち合いを演じた後、敗北を認め、改心すると、社務所にタンキリ飴を置いて境内から走り去る。赤鬼が二ノ鳥居から出た直後、背後で大量のタンキリ飴と飴粉が撒かれる。これは、改心した「赤鬼の詫び土産」であるとされる。
一方、赤鬼が逃げ去った後の境内では、勝者の天狗が揚々と薙刀を振り、清めの神事である切り祓いを3度行っている。作法は、薙刀を水平に構えて、跳ね上がりながら左・右・左に3回回り、続いて薙刀を左肩に担ぎ、その柄を扇子で叩きながら跳んで左・右・左と3度切り払うものである。その後、司天師と笹良児による「ポンテンザラ」や天狗神楽、御幸神楽など、悪鬼が去って世に平穏が訪れたことを告げる田楽や神楽が奉納される。

### 門寄り

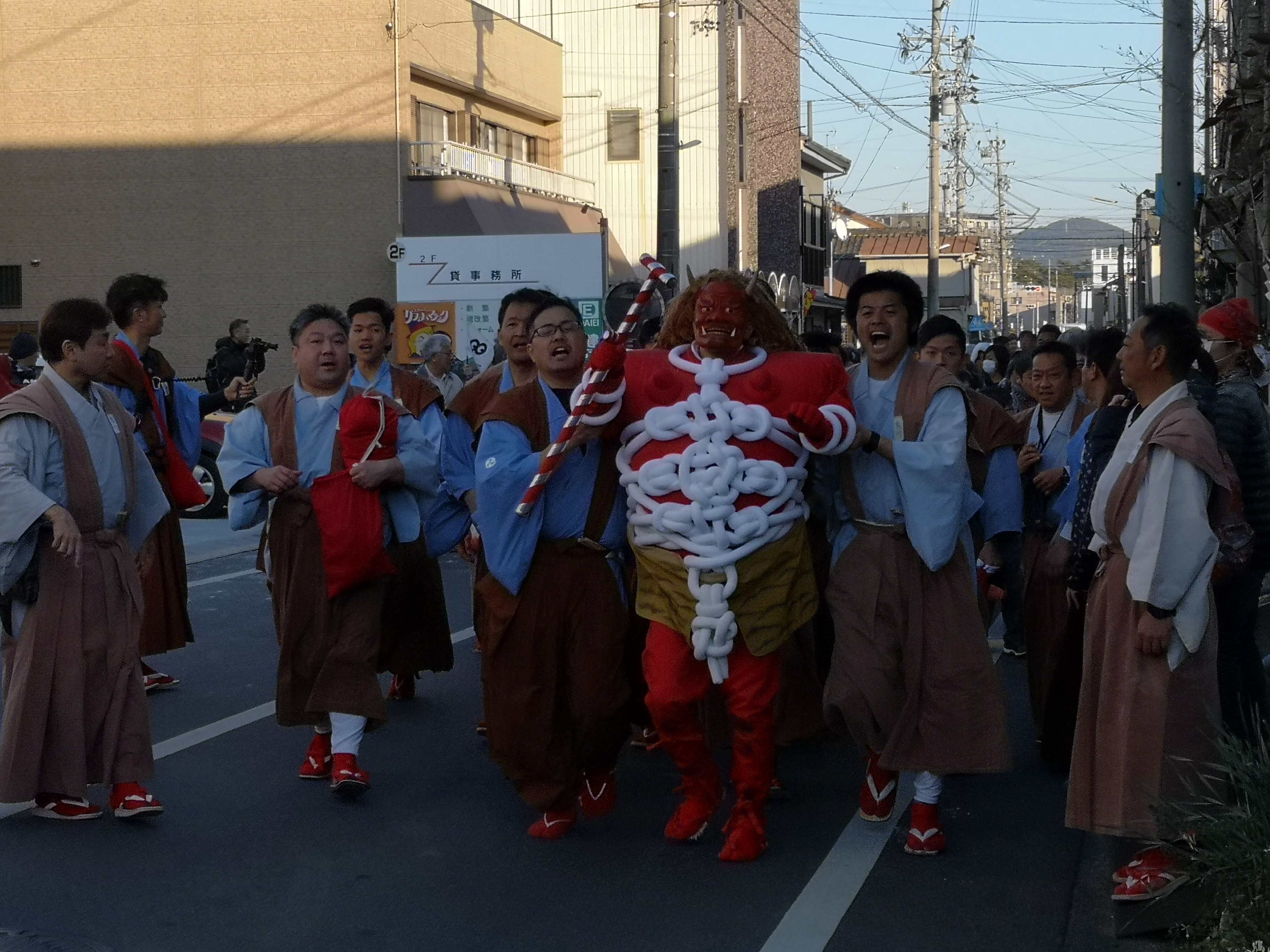
赤鬼の門寄り道中

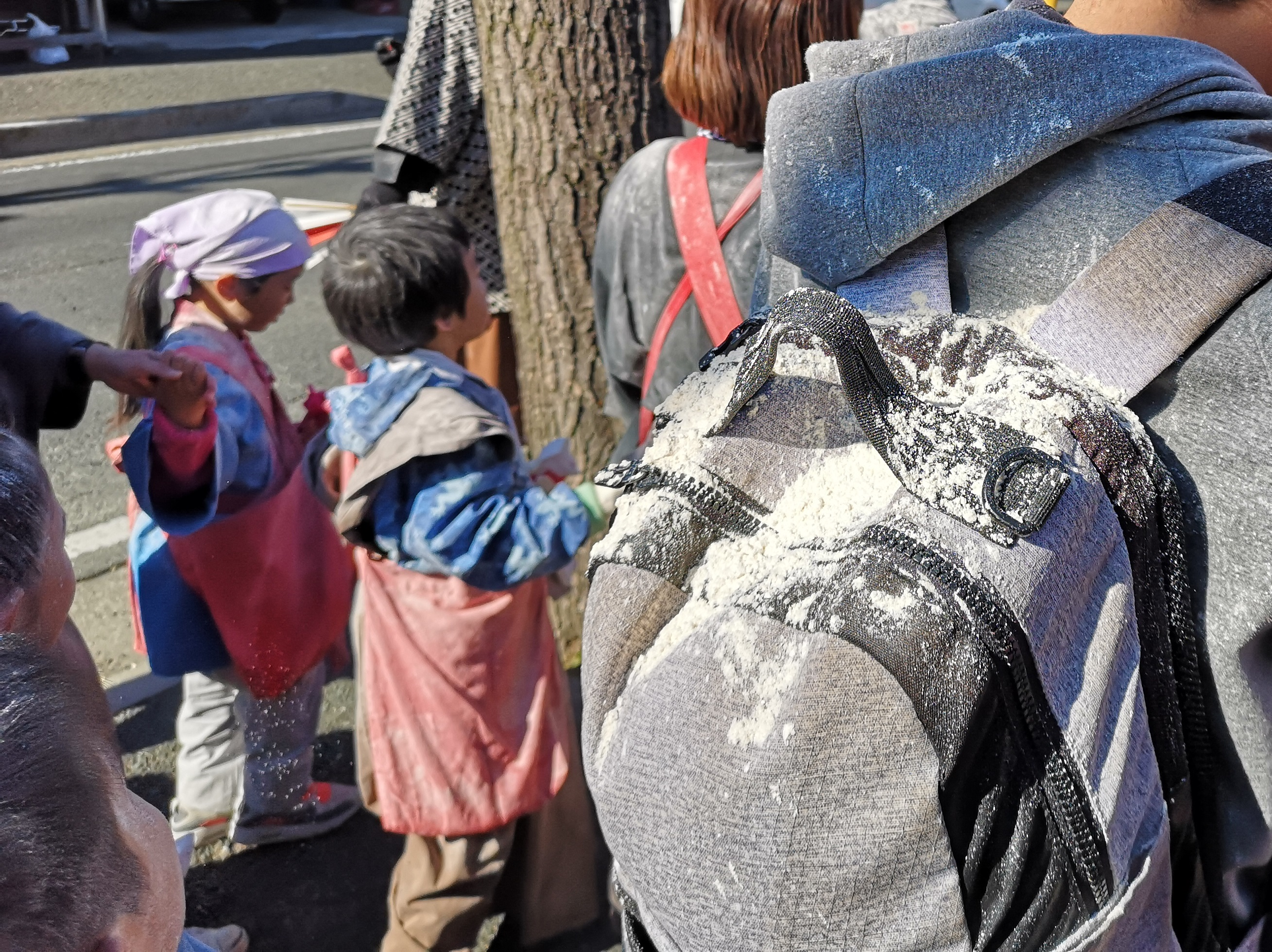
門寄り道中で撒かれた飴粉を被った観客

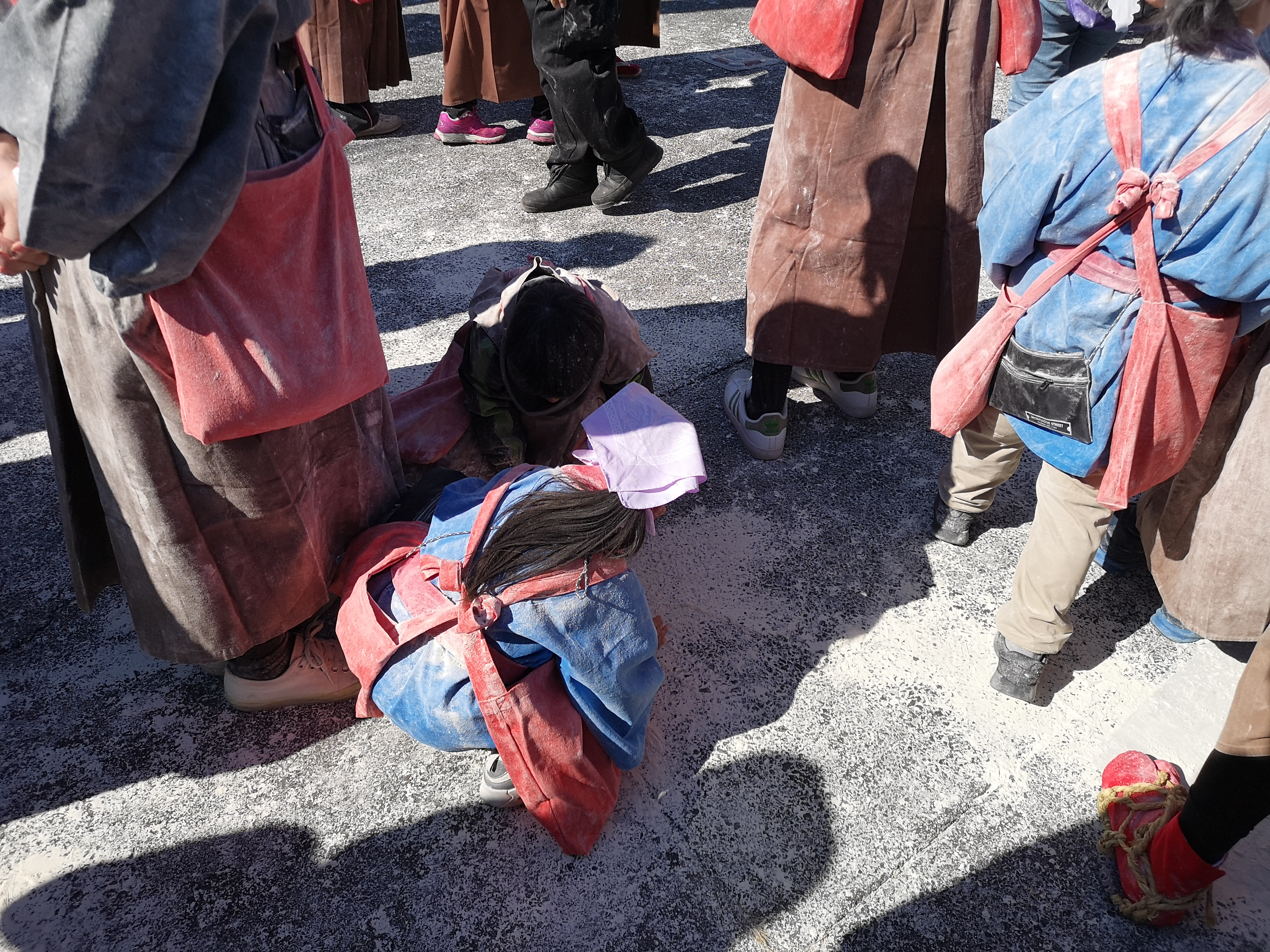
タンキリ飴の飴粉に染まった路上と人々

境内を走り出た赤鬼は、御旅所の談合神社に詣でて戻る道中、氏子各町およそ9キロメートルの道のりを、約9時間で駆け巡る。この道中でも白い粉をたっぷりとつけたタンキリ飴を通行人に投げつけ、振り撒いていく。なかでも、若い娘や着飾った女性は必ずタンキリ飴の洗礼を受けるという。
赤鬼を先頭とする行列は数十人、数十メートルの長さに及び、最後尾を守る役は「後刈（あとがり）」とよばれる。途中に立ち寄る氏子各町に縁の家は150とも200軒以上ともいわれ、赤鬼はタンキリ飴を差し出し、家の主人が丁重に受け取る「御手自（おてずか）」の儀式が行われる。これを、門寄りという。この際、赤鬼が頭を撫でると厄が落ちるといわれる。
門寄りで立ち寄る先は毎年固定ではないため、順路も毎年異なる。
道中、神役の実家の前など、数カ所で撞木投げを行う。1度に3回撞木を投げ、武器を投げ捨てる所作で平和が訪れたことを表す。
御旅所の談合神社では、橙を献上する神事を行い、さらに町内をまわった後、安久美神戸神明社に戻り、鬼面を社に献上する。最後に儀調場で、撞木を3度高く投げ上げて神事を終える。
赤鬼が去ったあと、天狗も同様に氏子町内を巡回するが、両者が町内で遭遇することは絶対にない。また、子鬼も赤鬼とほぼ同じ距離、8キロメートルを約8時間で駆け巡る。門寄りは深夜まで及び、すべての祭礼行事が終わるのは、日付が変わることもある。
このほか、前田町一丁目による「巨木撞木」の練り歩きなどが行われる。前田町一丁目は、豊橋市の区画整理により分かたれるまで、中世古町に属していた。
20世紀末頃から青鬼の補佐をし、会所（休憩所）を提供する八町通四丁目の子供神輿も巡行するが、これは鬼祭とは直接関わりのない、八町通四丁目独自の神事である。戦災で本来の氏神が社を焼失したため、安久美神戸神明社に合祀されたことによる。

## おもな祭礼道具・役

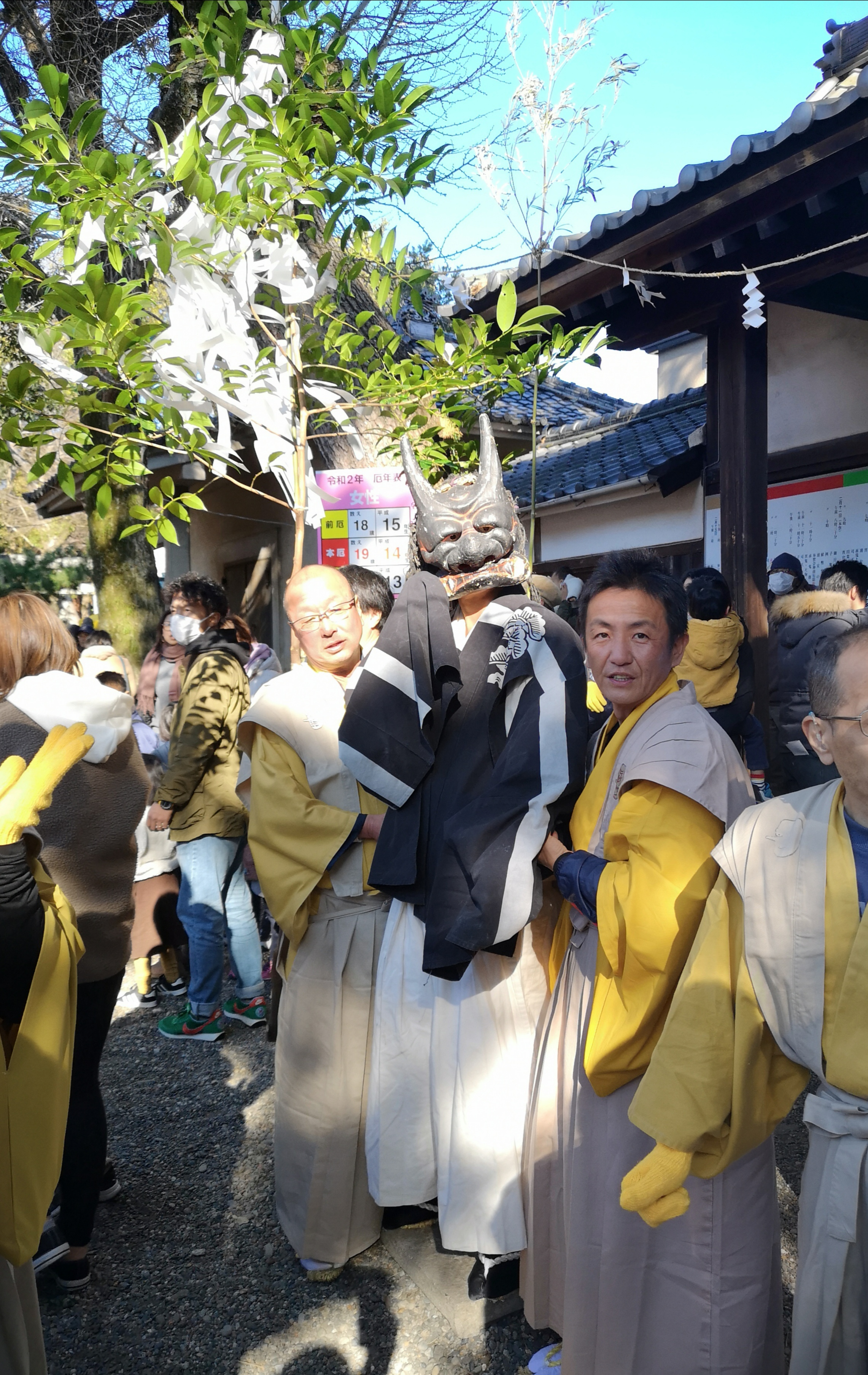
黒鬼

中世古町の赤鬼と、飽海町の天狗と黒鬼の3役が、祭のなかで「神役」と称され、とくに重要な役割を担う。この鬼と天狗は厄年の男が担うと定められている。
かつて、豊橋鬼祭の役はすべて飽海町が担った。飽海町は安久美神戸神明社が現在地に遷座する前の吉田城内東側に在った時の神領地で、歴史ある地域である。赤鬼役が中世古町に移ったのは、1855年（安政2年）以前であることはたしかだが、その理由や正確な時期は不詳とされる。
1885年（明治18年）に社が現在地に遷座したことで氏子範囲が広がり、当初は旧式を維持したが、戦後になって司天師を旭・旭本町に、笹良児を曲尺手町に、御的・御玉引を鍛冶町に、と、順次各町に移行した。人口減少に伴い存続の危機に直面した時期もあるが、青年の定年を変えるなどの処置で乗り切っている。少子化の課題は現在も残り、とくに、背丈の揃った稚児6人を揃える必要がある曲尺手町（笹良児）は苦心するという。

### 赤鬼

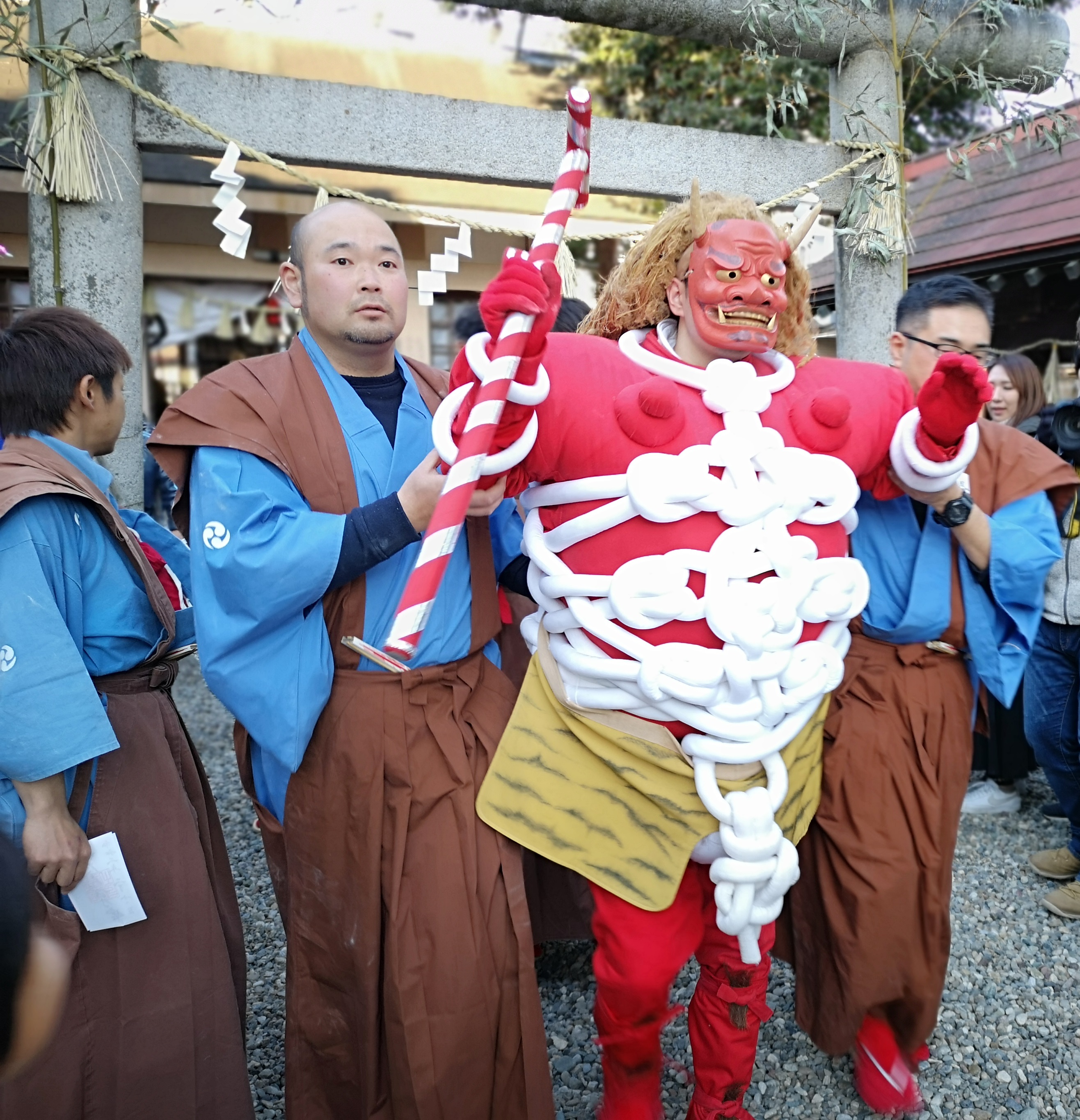
赤鬼と鬼附（中世古町）

赤鬼役は、毎年1月末に中世古町の町内氏子の中から籤で選ばれる。かつては厄年の者が志願して役を担った。赤鬼役に決まった者は、心身を清めるために行動に一定の制限が加えられる。食事は家族と別々に取り、その食事を作るのも男性か年配の女性に限られ、牛乳をはじめ四本足の獣を食べることを禁じられる。閉経前の女性との接触は禁じられ、言葉を交わしたり目を合わせるのも禁じられる。宵祭の夜には神社に籠もり、本祭の朝、修祓の後にバケツ3杯の水を頭から被り身を清める。水は、神明社社殿御垣内にある井戸の水を汲み置いたものである。
赤鬼の世話役を、鬼附という。鬼附は、過去に赤鬼を担ったことのある人のみで構成され、鬼附以外の者が鬼にふれることは許されていない。
中世古町では、赤鬼に選ばれた者の家は祭当日の接待も請け負い、会所での助っ人集めをはじめ、各町の鬼祭関係者のための軽食や酒約300人分を自己負担で用意する。
2019年時点で用いられていた赤鬼面の作者は、竹本禹門。1940年（昭和15年）に旧宮司家から奉納され、日頃は神面として神社に納められている。
総重量20キログラムにも及ぶ装束は、全身赤を基調とし、腰に虎柄のふんどしと、「からかい」で重要な役割をもつ白い陰嚢、上半身には毛鬘（けまん）と称する前後2本で24メートルの長さのある細い紐状の袋にサラシを詰めたものを組紐のようにして巻いて身につける。総重量4～5キログラムとみられる長髪は麻でできている。背に、豊穣と子孫繁栄の象徴とされる橙の実を、御幣に刺して背負い、手に撞木を持つ。
撞木は、赤鬼の武器であり、縦の長いT字にヘソがついた形の棒状の赤い絹地の上に銀の帯を螺旋巻き付けたもので、この巻きを「だんだら巻き」というが、だんだらの数や巻き方にもきまりがある。古い絵図によると、もともとは先端が二股にわかれた木の枝を用いたと思われるが、1940年（昭和15年）の記録『中世古神事係行事』ではすでに現在の形状のものとなっている。
この赤鬼をモデルに、豊橋市役所が豊橋市製100周年事業「とよはし100祭」（ひゃくさい）のために製作したマスコットがトヨッキーである。トヨッキーは後に豊橋市の公式マスコットとなった。

### 天狗

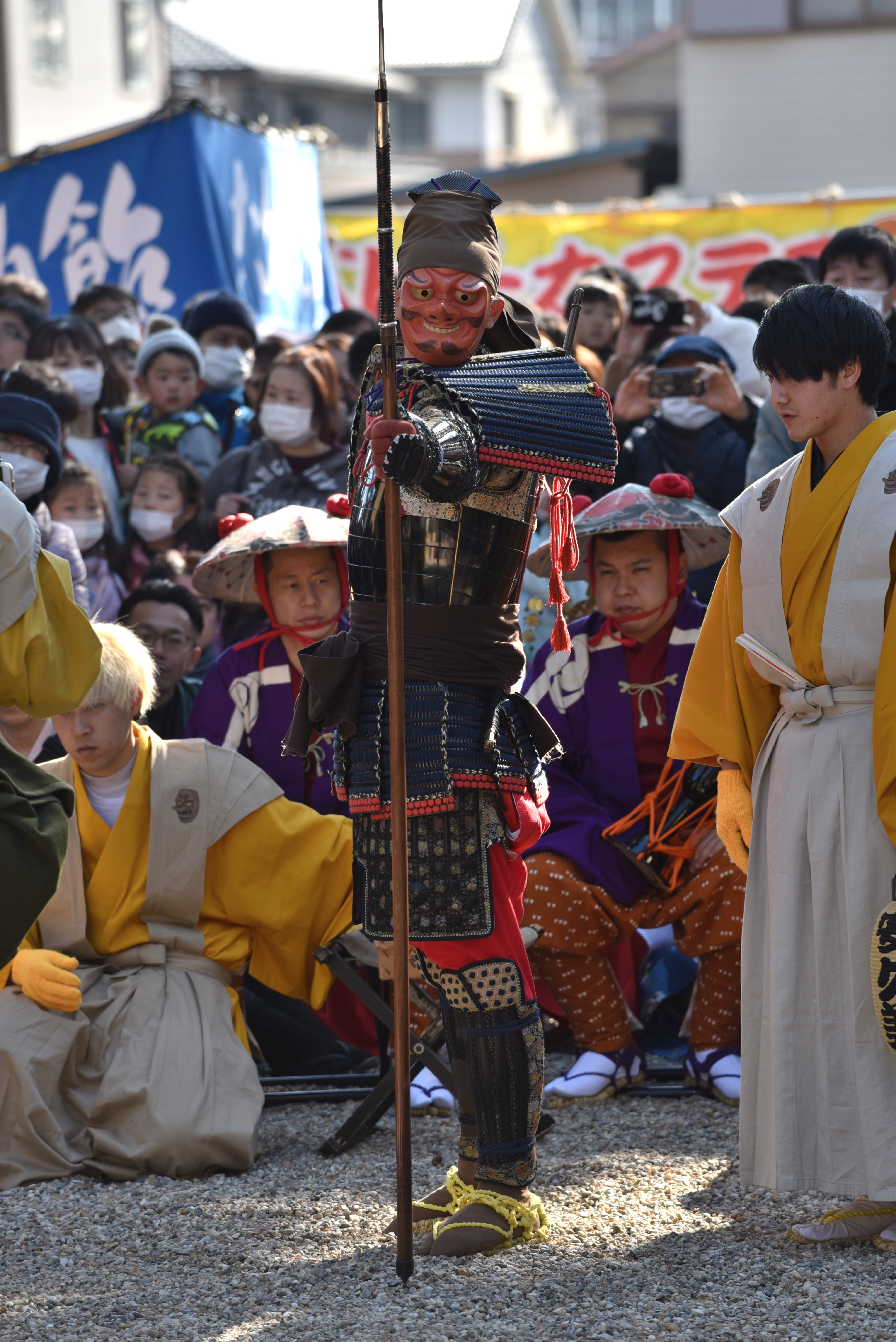
天狗

「天狗は7年かけてやる」といわれ、飽海町の天狗役は、天狗の前に2つの役を務め、天狗を務め、その後4つの役を務める流れで、7年間は天狗とともに祭礼を担う。天狗役は2月1日から日に3時間以上の練習で所作を身に付けるが、その間、声を発することや頷くことを禁じる。祭礼前の精進潔斎は前日から行い、家族とも食事を別にする。
天狗の面も赤鬼面と同じく、作者は、竹本禹門。1940年（昭和15年）に旧宮司家から奉納された。重量約20キログラムの鎧は7～8年おきに新調され、役者の体格に合わせて数種類がある。侍烏帽子を被り、草鞋を履く。天狗役は、祭の間、この姿で約8キロメートルをほとんど走って移動する。
武神の象徴として、薙刀と太刀を携帯する。薙刀は邪気を切り祓う神事のための主要な祭具で、赤鬼との立ち合いで武器として用いることはない。太刀は、大正時代から昭和初期の写真には、腰に刀を差した姿が残されているが、21世紀初頭においては、背に逆さまに背負い、神事のなかでは抜くことはない。スタイルが変化した理由は不詳である。

### 黒鬼
天狗と同じく、飽海町の氏子が役を担う。祭礼前の精進潔斎は前日から行い、家族とも食事を別にする。
2019年時点で用いられていた黒鬼面の作者は、不明である。材質は張り子（紙）で、他の面と比べると相当古い時代のものとみられる。
装束は白の着付けに、大口袴を着用する。大口袴は、21世紀初頭には能装束を用いており、上着に三蓋松の大紋を描いためでたい衣装となっている。人の頭を撫でて福をもたらす神事の時以外、手は袖口に隠して見えないようにすると所作に決まりがあるが、その理由は不詳とされる。

### 司天師

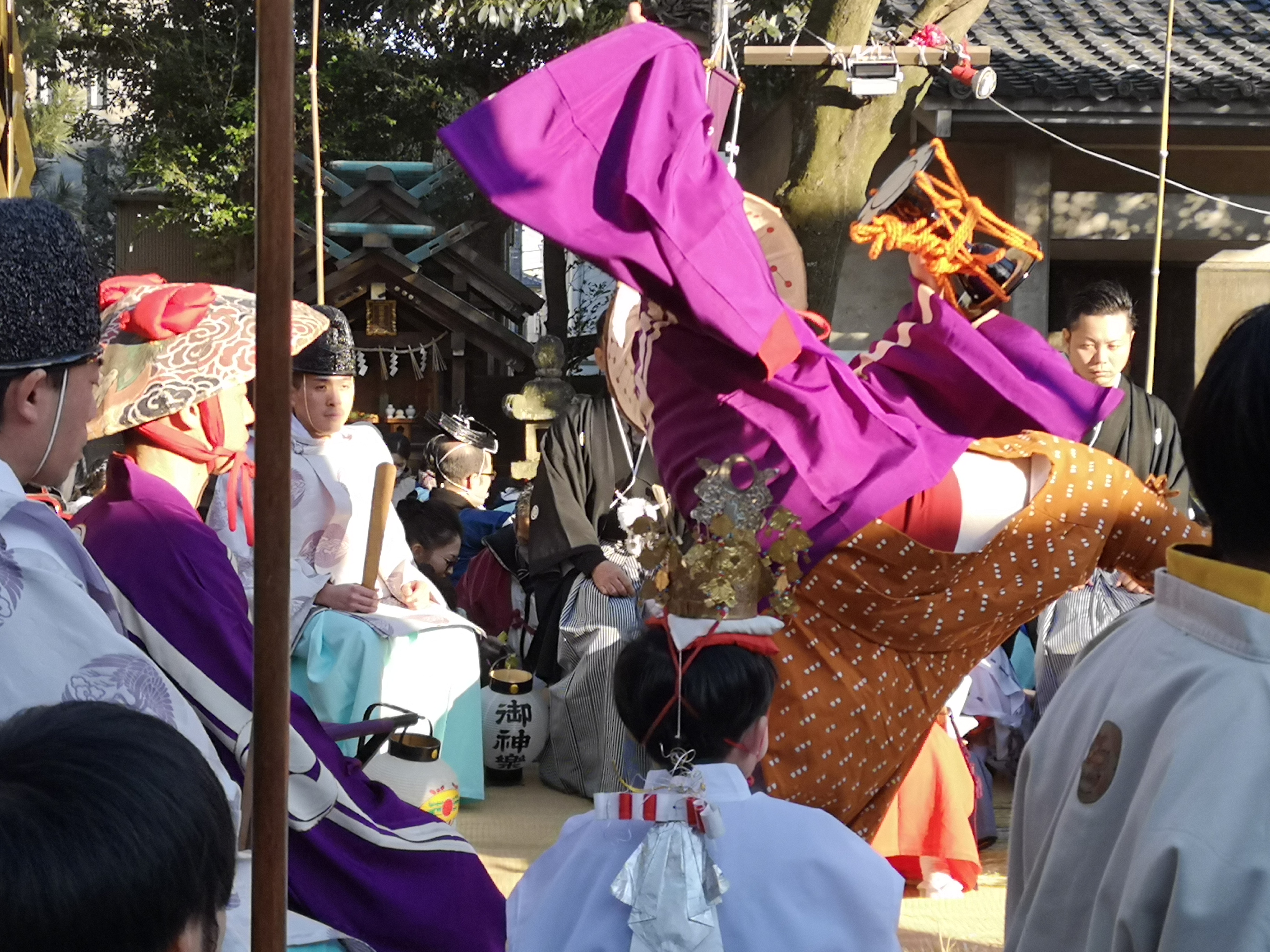
司天師田楽「チンバ踊り」

司天師は1946年（昭和21年）に飽海町から旭町・旭本町に引き継がれた芸能で、2人の舞手は毎年1人ずつ交代する。新人が「月」役を担い、翌年に「日（太陽）」の役を担う。司天師の田楽や神楽は、3尺四方の菰の上で舞うため、祭準備は菰を編むことから始まるという。田楽「チンバ踊り」では、日役は鼓を、月役は小太鼓を打つ。神楽舞では、右手に鈴、左手に御幣の一種である手麻（たぬき）を持つ。
装束は、菖蒲を描いた裁着袴を纏い、日または月を表す饅頭笠をそれぞれ被る。菖蒲は尚武と音を同じくすることから、武具などにも用いられた図案である。饅頭笠は、竹製の骨組みに和紙を貼り、表面に雲竜と太陽あるいは月を描いたもので、裏面に二十八宿の星座を描く。この饅頭笠は、笠に空けた4つの穴から紐を表に出し、上から頭に笠を縫い付けるように被るところに特徴がある。

### 獅子頭
| 獅子頭「御頭様」 |  | 獅子頭「御頭様」 |
| 獅子頭「御頭様」 |  |                  |

現在の獅子頭は、1963年（昭和38年）に寄進されたものである。製作者は、竹本禹門。獅子田楽が盛んに行われた時代の遺物が神格化されたもので、御舟代に収まって運ばれる。古くは「御髭迎え」と称し、獅子頭に用いる髭には、毎年新調した。祭礼当日の朝に、朝倉川の橋の畔で馬が通りかかるのを待ち伏せ、3頭目の馬の尾を切って使用した。馬の主には対価として供餅1膳と銭12文が支払われたが、尾を切られた馬の寿命が短くなることを嫌い、この風習を知る農民はこの日は馬を出さないようにした。

### 子鬼

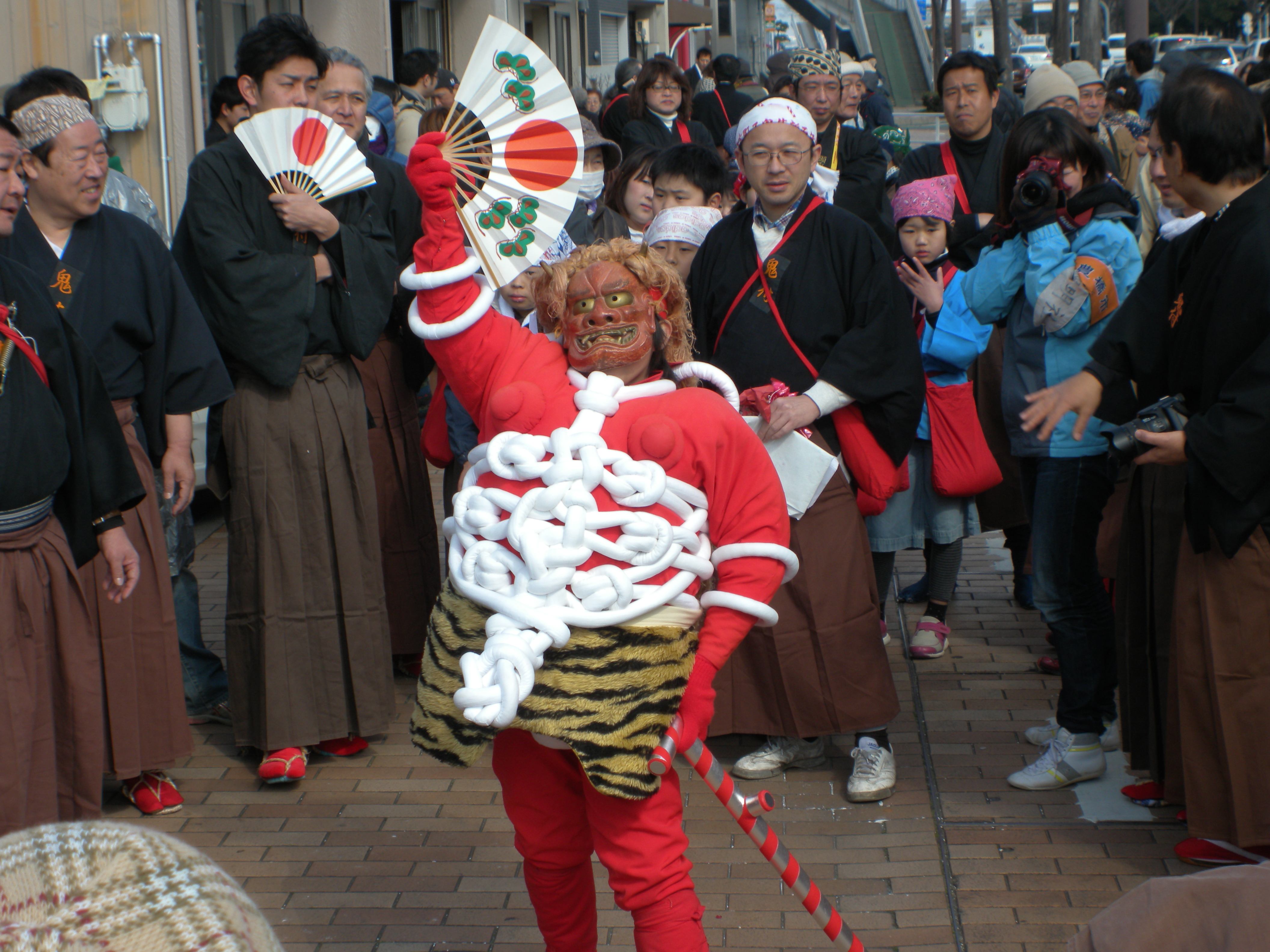
子鬼の巡行

1882年(明治15年）に創設され、1891年（明治25年）に神社の正式な行事に執り入れられた。初代小鬼は、旅篭三桝屋幸助の息子の鈴木新。当時は呉服町の東端まで行って町内に戻り、各家の門寄をしていたと考えられている。神社の祭礼行事となった1891年（明治25年）より、札木町会所を出た子鬼は神社に参拝した後、談合神社で橙を串した御幣を納め、各町を回って札木町に帰還するようになった。1945年（昭和21年）～1946年（昭和22年）の間は戦時中のため行事の開催は出来なかったが、1947年（昭和23年）から復活している。小学校5、6年生の男児が子鬼役を担うほか、多くの子どもが付き従って巡行するが、少子化の影響により、近年は町外の子どもも参加する。
子鬼の装束は、総重量約10キログラム。赤鬼の小型版であるが、上半身のかがりは町ごとの創意工夫があるため、赤鬼とも構造が異なる。面の作者は赤鬼・天狗と同じく竹本禹門で、1948年（昭和23年）の作による。撞木は、長い縦棒が1年を、横棒が四季を、へそと称される突起部分が節分を表すようにだんだら巻きにする。

### タンキリ飴
| タンキリ飴（中世古町） |  | タンキリ飴（中世古町） |
| タンキリ飴（中世古町） |  |                        |

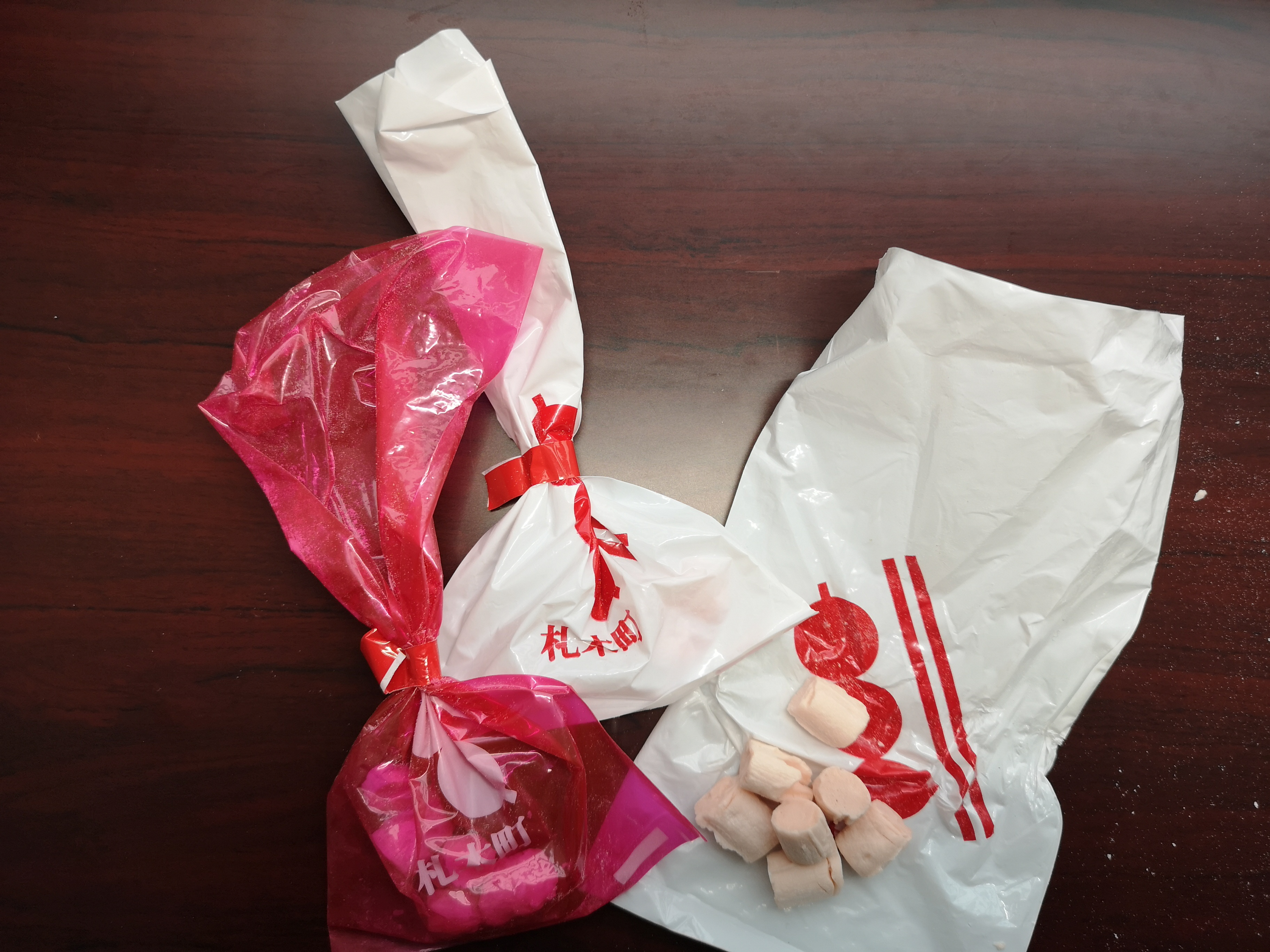
タンキリ飴（札木町）

赤鬼が天狗にはかなわず、自らの罪の償いに穀物で作った白子餅を里人に配ったのがはじまり。また、痰を切る時になめる飴、短く切った飴といういわれがある。豊橋鬼祭では、門寄の先々で配るほか、白粉（うどん粉）と一緒に見物客に振り撒かれる。この飴を食べたり、白粉を浴びると厄除けになり夏病みしないといわれる。この飴にまぶす白い粉は、湿気を防止する「タルク」という食品添加物が用いられる場合もある。
古くは米を練って作る白粉餅が用いられたが、江戸時代には「海苔売も 飴拾いけり 鬼祭」と詠まれた句があるように、現代の飴撒きの形に変化していたとみられる。サツマイモを原料とする飴であったと伝わる。太平洋戦争中の物資不足の折には、飴無しで、牡蠣殻をすりつぶした粉を撒いた時期もあった。
祭で撒かれるタンキリ飴は、各町により飴色や袋の色にちがいがある。神社社務所で販売するものには神宝抽選券が付随する。祭礼時に露店で販売されるものは豊橋市内の製菓業・松葉製菓の晒飴などで、白色の飴のほか、赤や緑に着色したものを混ぜて販売される。中世古町（赤鬼）では飴430キログラムに飴粉1.1トン（約3万6千袋）、札木町（子鬼）では飴360キログラムに飴粉500キログラム（約3万袋）、八町通三丁目（青鬼）では飴250キログラムに飴粉700キログラム（約4万袋）の飴が使用される。また、飽海町（天狗）ではあられが、曲尺手町（笹良児）ではクッキーが、旭町・旭本町（司天師）では落花生が、他町のタンキリ飴同様に撒かれている。
なお、タンキリ飴は豊橋市内の各所で常時製造され、鬼祭の時以外にも販売される三河地方の郷土菓子であり、豊橋の製菓業にとっては主力製品のひとつである。

### 御旅所「談合神社」

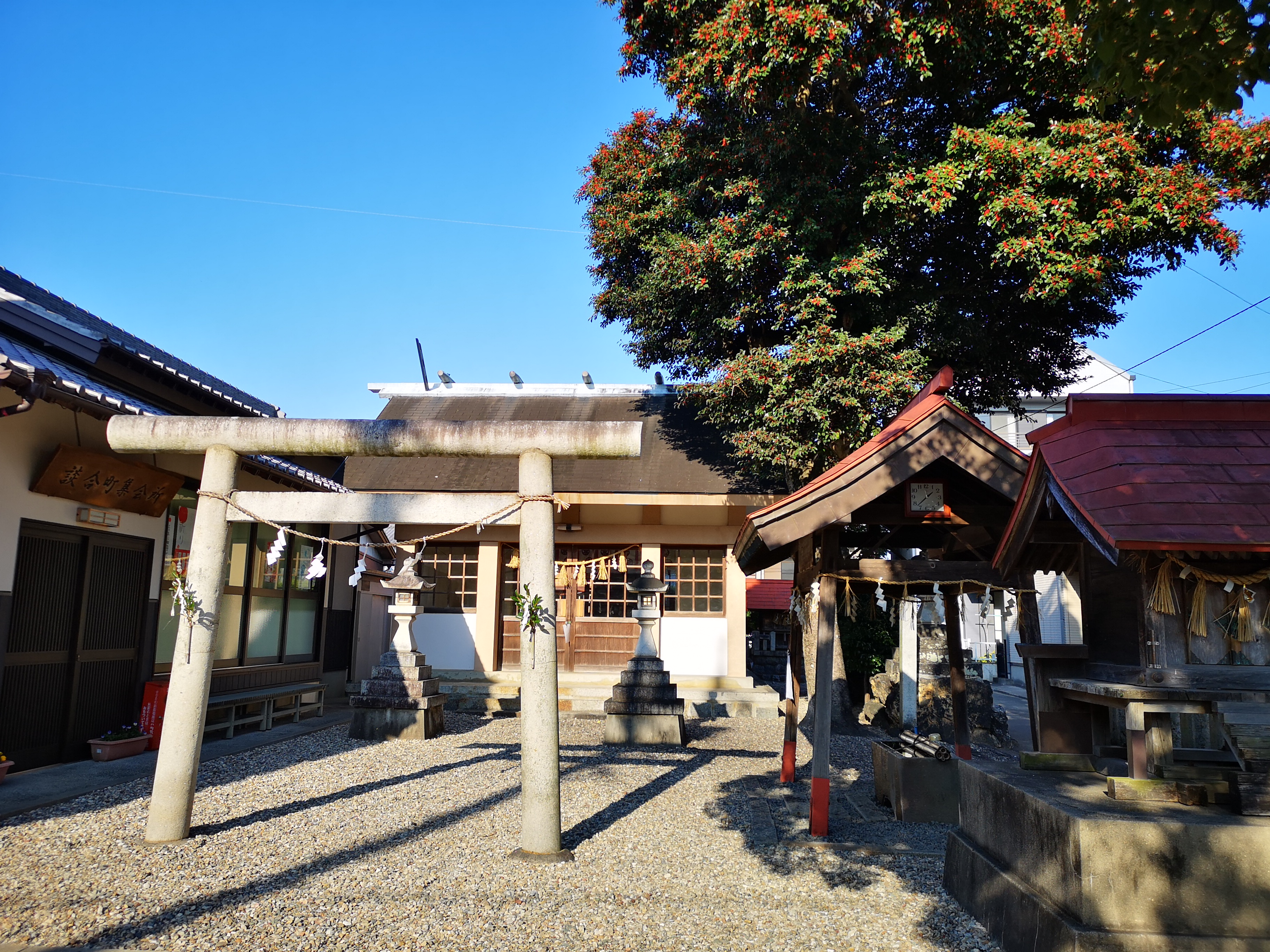
御旅所となる談合神社

御旅所は神輿巡行において神が立ち寄り、休息を取る中継地点である。安久美神戸神明社から約1キロメートル離れた談合町の談合神社がこれにあたる。行列を先導する黒鬼は、道中の所々で立ち止まり、人々の頭をなでてゆく。行列が御旅所に到着すると、小一時間ほど囃子や神楽の奉納が行われる。
談合神社の創建は永正年間（1500年頃）と伝えられるが、定かではない。吉田城の前身となる今橋城築城の際に、牛久保村から招聘した人々の拠り所、寄り合い所として建てられたのが始まりともされるが、この由来については諸説ある。すくなくとも1646年（正保3年）には、豊橋鬼祭の御旅所として使われており、祭礼当日は、時間をずらしつつ、すべての神役・諸々の役が立ち寄り、神事を行う。
氏子は、明治期までは鍛冶町も含めたが、20世紀以降は神社周辺の談合町だけが氏子となった。鬼祭の日を談合神社の大祭日として、祭礼行事に携わる人々の接待を担う。

### 会所
氏子各町が祭の準備や稽古に使うほか、祭礼当日は町内を巡回する関係者が立ち寄る休憩所として用いる建物である。祭の数日前に見明志（みとおし）と呼ばれる門を立て、紅白の幕を飾って「会所開き」を行う。
ここでは祭当日、氏子の女性達がすべて巡回者に対して軽食や酒を振る舞う。1カ所あたり延べ150人から200人の祭関係者が立ち寄る。
古来、神事は女人禁制として、女性は、祭に参加することができない決まりだった。神事に直接携わる役は、現在でも男児のみとされている。氏子町内の女性は、祭当日は会所での接待を担うことで、祭に参加する。

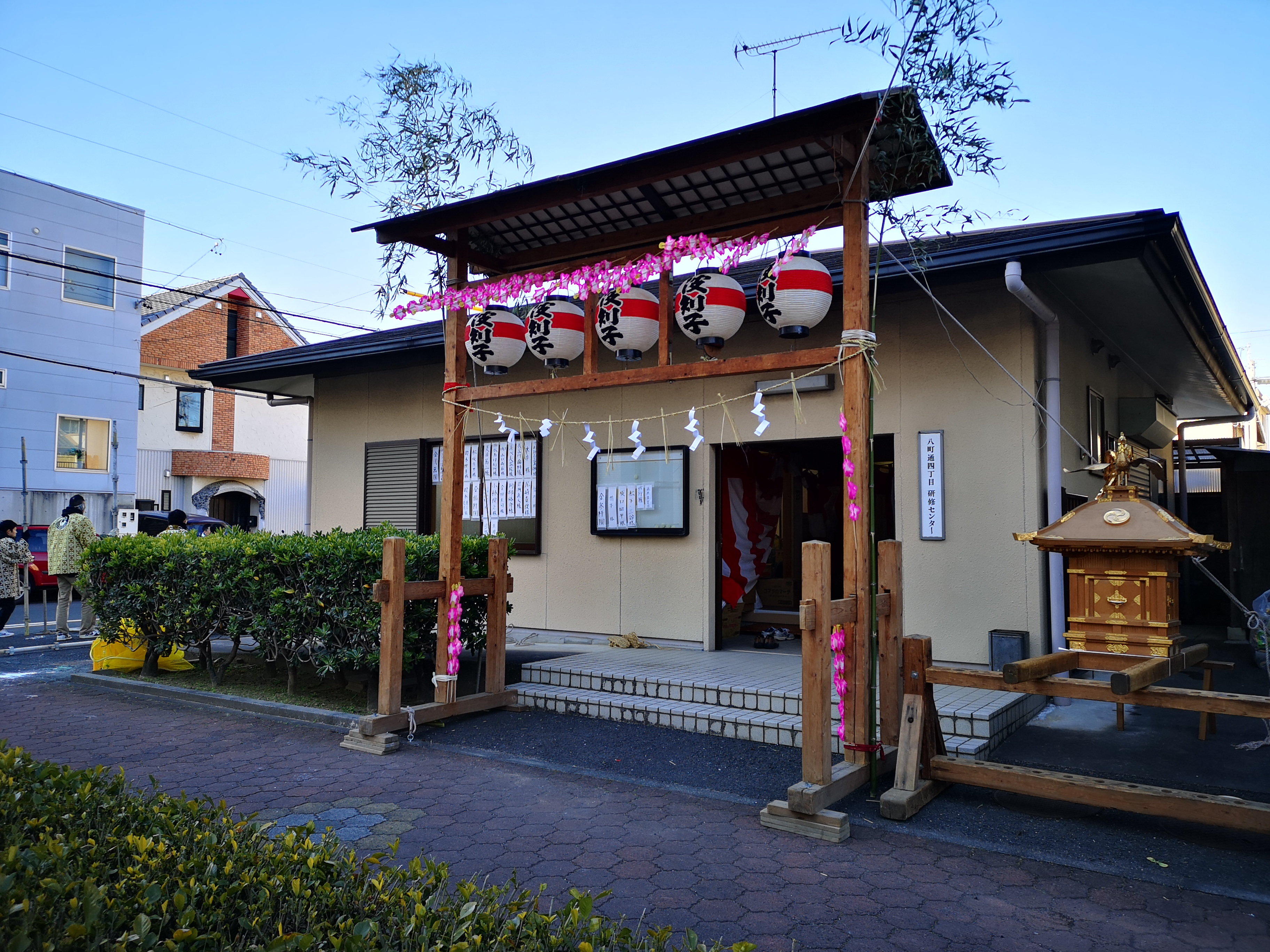
八町通り四丁目会所
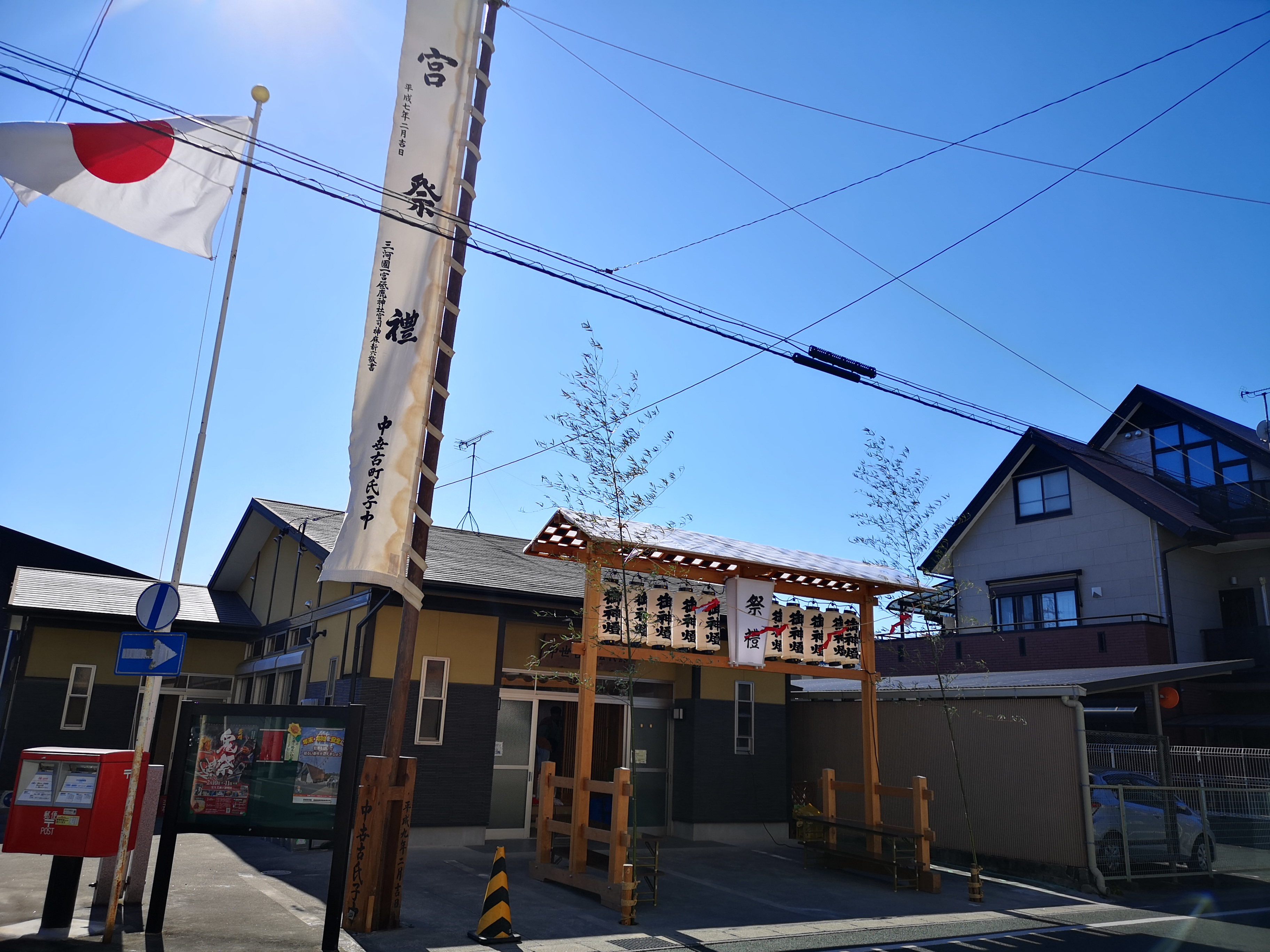
中世古町会所
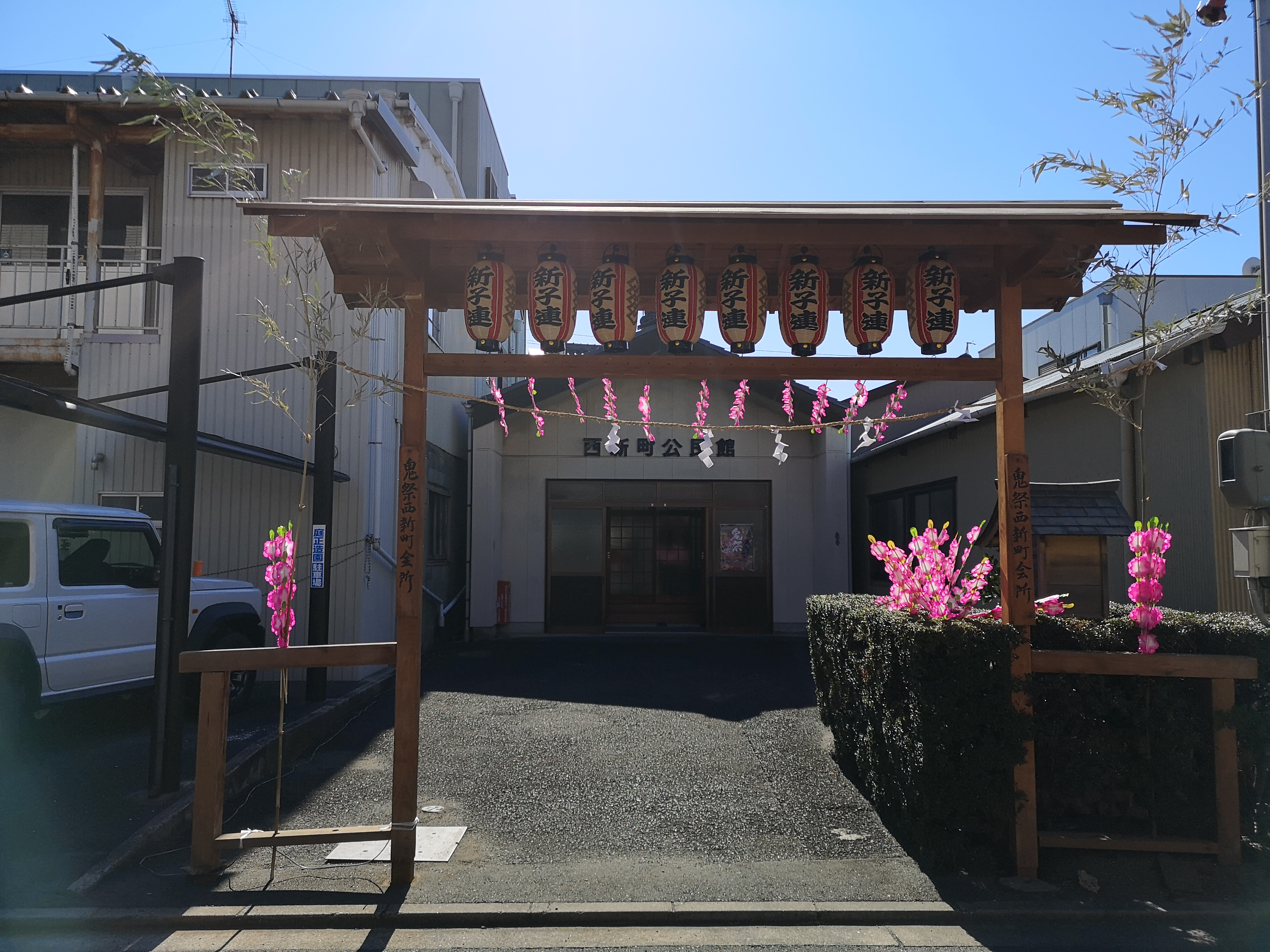
西新町会所
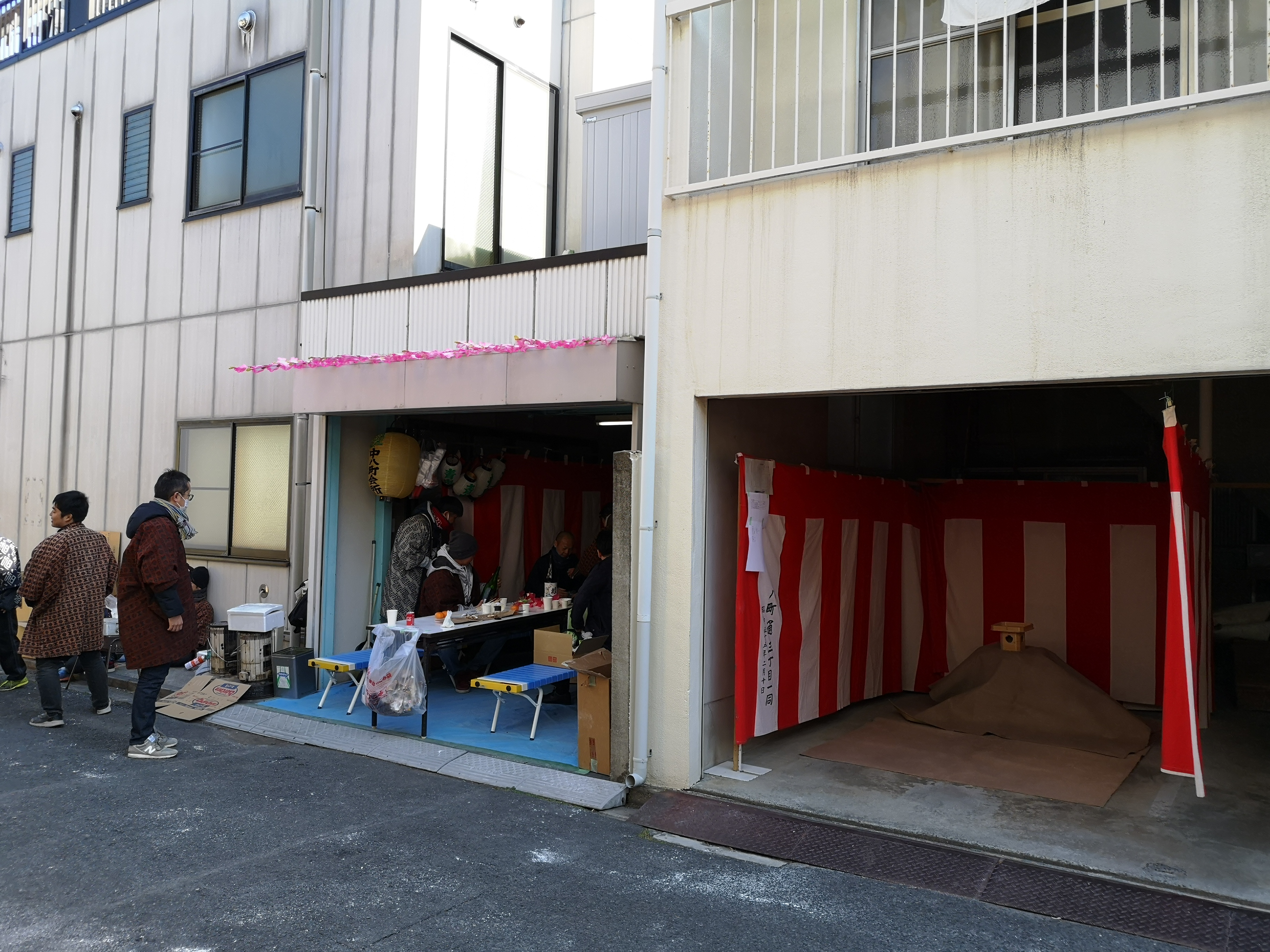
八町通り三丁目会所
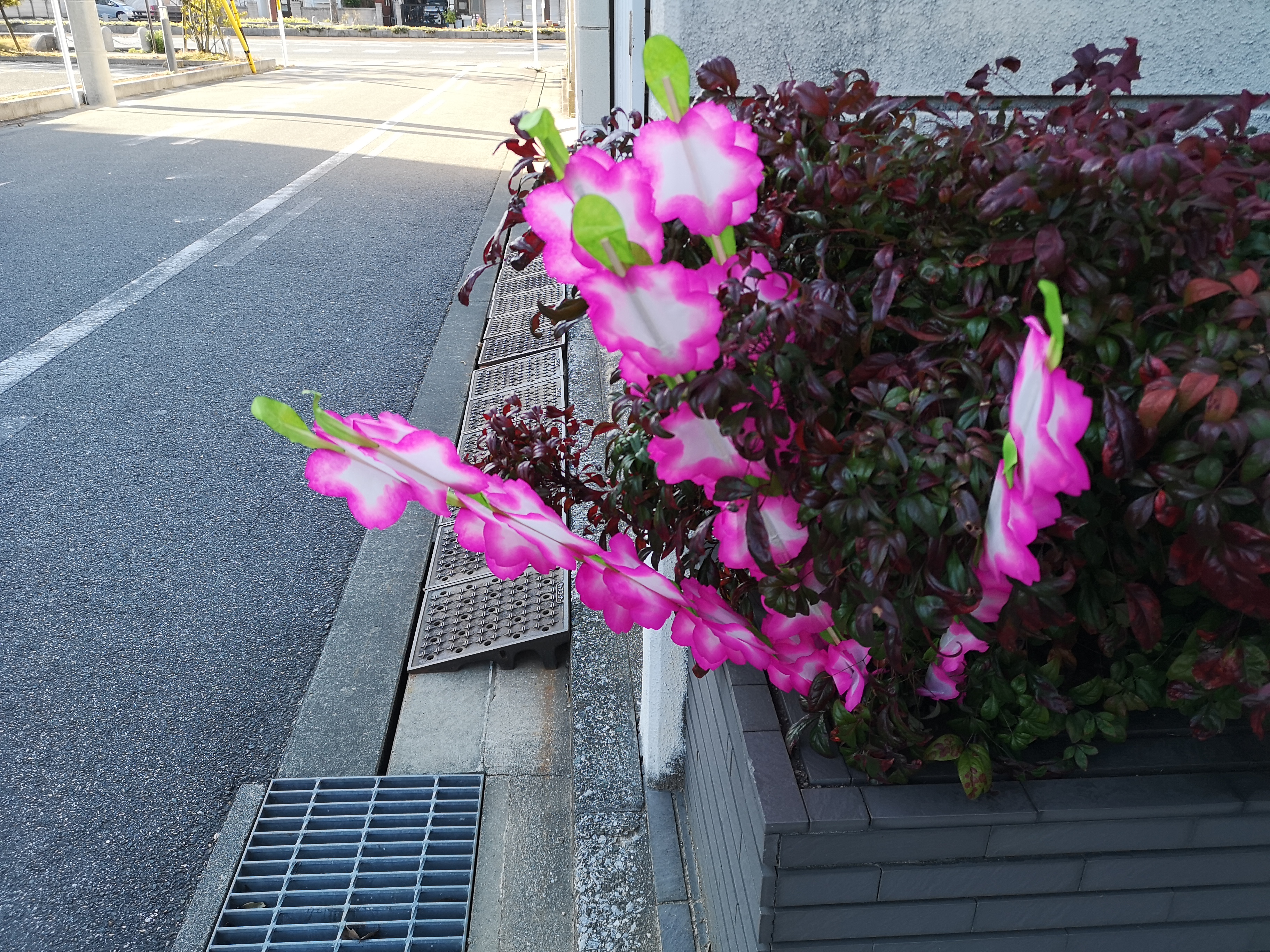
鬼祭期間中、町中に飾られた造花

## 祭玩具

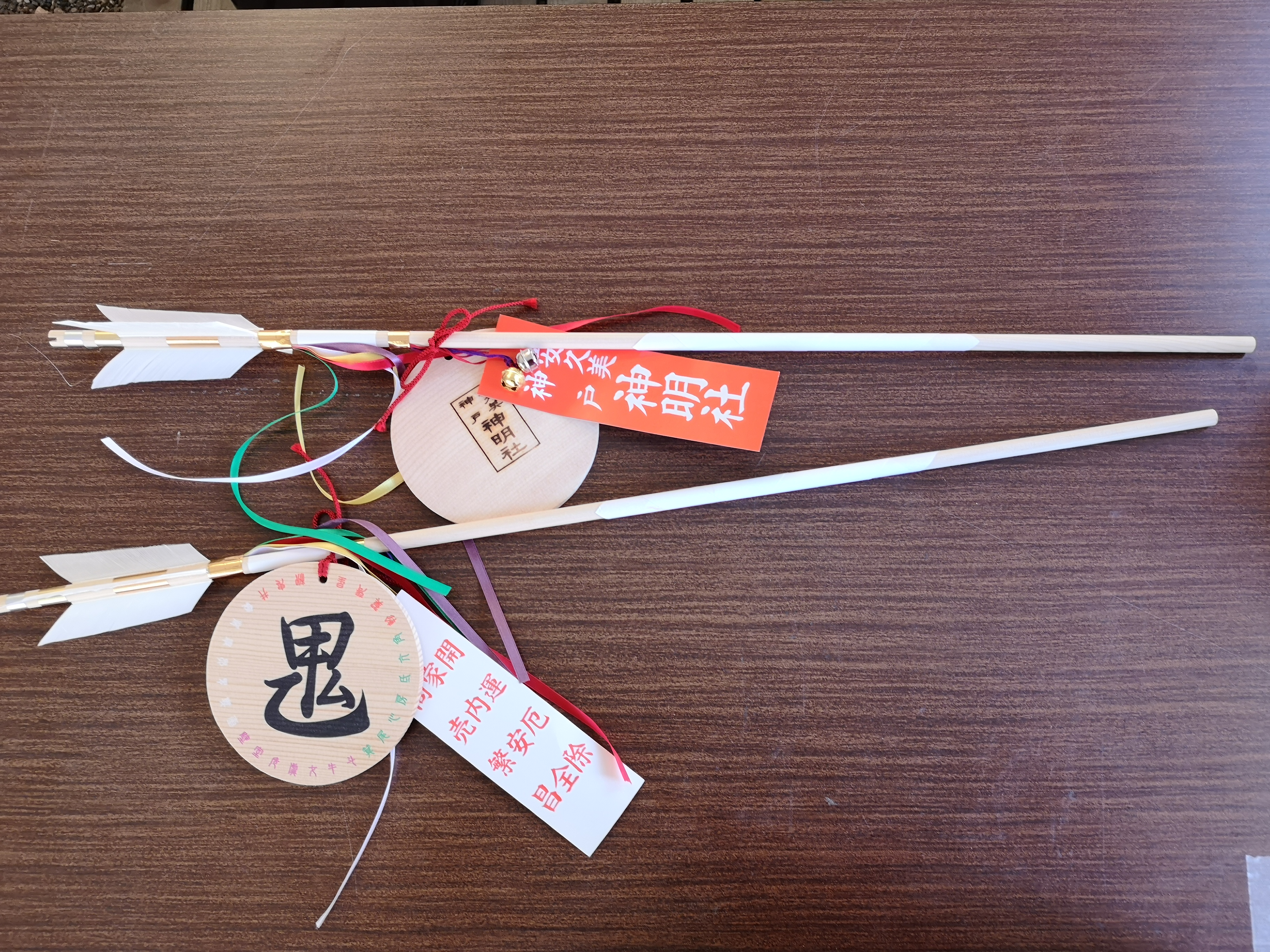
鬼祭の縁起物のひとつ・破魔矢

お面、木製の薙刀、撞木などが売られ、縁起物として購入する人が多く、赤鬼の面が人気がある。
豊橋張子
江戸時代の末期に吉田藩の下級武士が内職で制作していた張子面を発祥とし、1937年（昭和12年）頃に天狗や鬼の面が提供されたことをきっかけに、豊橋張子として確立した。瓦粘土で作った型に和紙を張り、胡粉で下塗りしたうえに絵付けした面で、すべて手作業のためひとつひとつ表情が異なる。かつては4～5軒の屋台があり、数人の職人が制作したが、2005年頃には職人は1人となっていた。その最後の職人も2015年には高齢により引退し、後継者不在のため一時断絶したが、2017年から市内の郷土玩具愛好家らでつくる「豊橋竹とんぼ会」が技術継承に努めている。
薙刀
木製の薙刀は、図面は一切残されておらず、各部の寸法のみが引き継がれている。古くは男児に人気の土産物とされた。

## スマホアプリ「おにどこ」

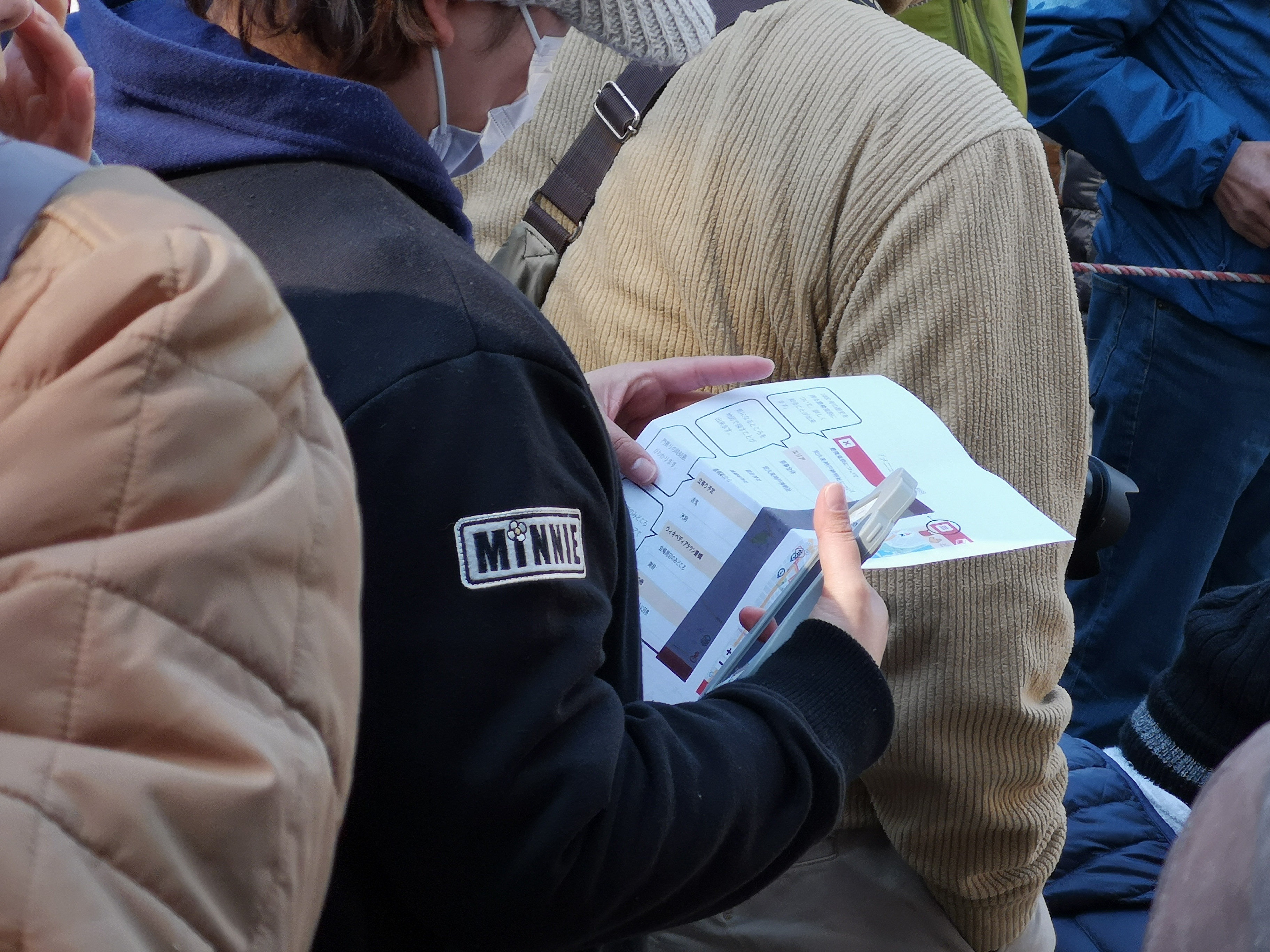
鬼祭会場でアプリの説明を読む観客

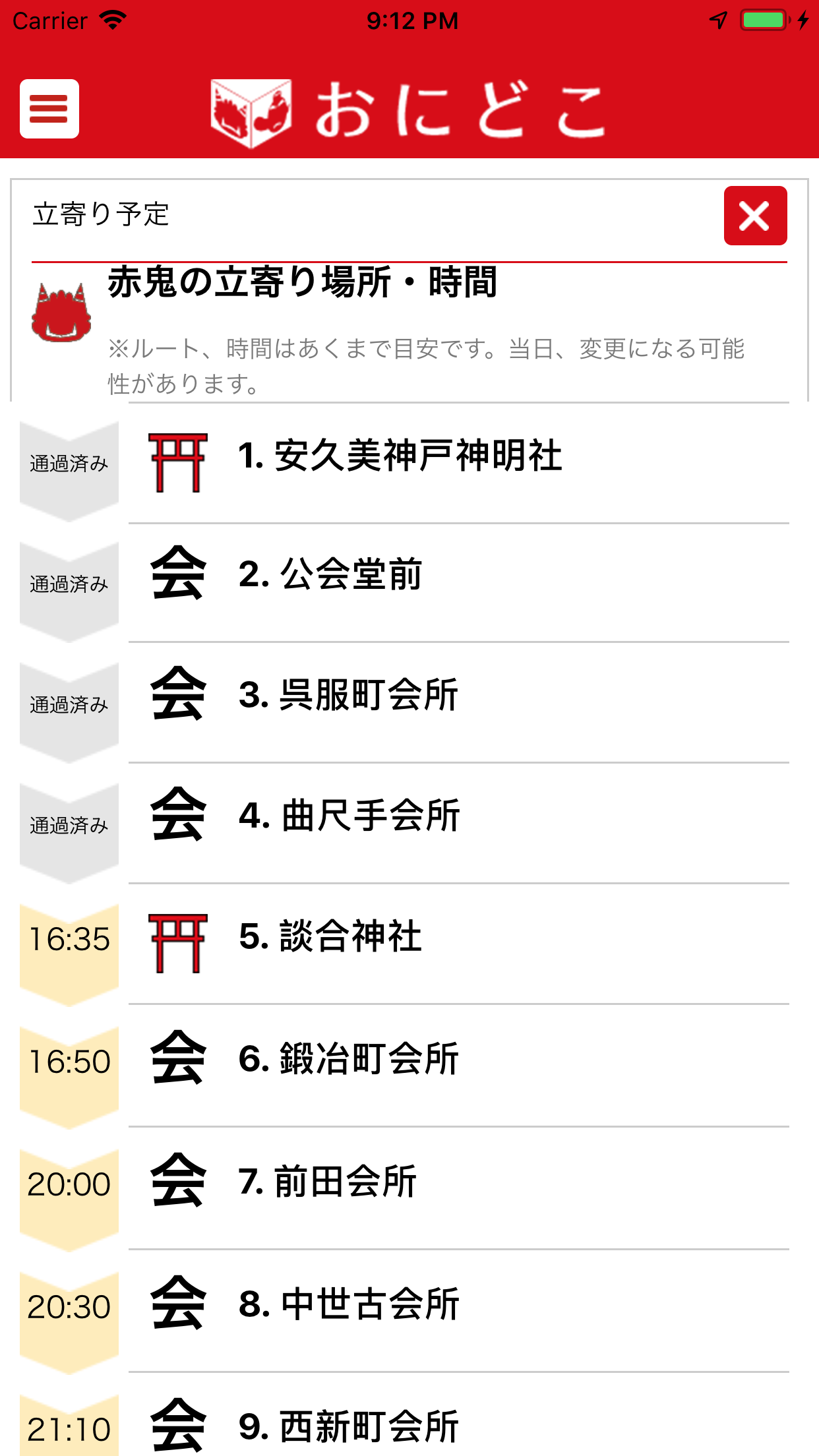
鬼や天狗の「門寄り（かどより）」の時間と場所が表示されている様子

「おにどこ」は、毎年2月11日に執り行われる豊橋鬼祭の神事のうち、「赤鬼と天狗のからかい」後、タンキリ飴を町中に撒き散らしながら、深夜まで練り歩く鬼とそれを追いかける天狗が今どこにいるのか分かるスマートフォンアプリケーションとウェブアプリケーションからなるサービスの総称である。豊橋技術科学大学の教員らとIT事業者などからなる「おにどこ実行委員」により開発され、2018年2月11日から年に1日間だけのサービスが行われている。
鬼や天狗の介添役が持つGPS端末の情報をもとに、利用者のスマートフォン上の地図の上に鬼と天狗の現在位置を表示する機能に加えて、門寄りと呼ばれる立ち寄り所や経路などの表示にも対応している。長時間に渡る催事の進行を把握できることから、2018年2月11日の催事では約2,000人に利用された。

## 現地情報
祭りのクライマックスとなる「赤鬼と天狗のからかい」は安久美神戸神明社で行われる。また、赤鬼・天狗をはじめとする諸役が氏子町内（2019年時点で飽海町、旭町、旭本町、西新町、八町通三丁目、八町通四丁目、八町通五丁目、札木町、呉服町、曲尺手町、鍛冶町、中世古町、談合町、前田町一丁目）を巡り、幸を分け与えて廻る「門寄り（かどより）」なども行われる。
安久美神戸神明社 所在地
愛知県豊橋市八町通3-17
安久美神戸神明社へのアクセス
豊橋鉄道東田本線「市役所前」停留所または「豊橋公園前」停留所下車後徒歩3分